# Războiul Chino-Francez
Războiul Sino-Francez (în chineză tradițională: 中法戰爭; chineză simplificată: 中法战争; pinyin: Zhōngfǎ Zhànzhēng, în franceză Guerre franco-chinoise, în khmeră សង្គ្រាមបារាំង-ចិន, în vietnameză Chiến tranh Pháp-Thanh), cunoscut și ca Războiul Tonkin / Tonquin, a fost un război nedeclarat, limitat, ale cărui lupte au durat între august 1884 și aprilie 1885. Din punct de vedere militar nu au existat învingători. Armatele chineze s-au comportat mai bine decât în alte războaie din secolul al XIX-lea, iar războiul s-a încheiat cu retragerea francezilor pe uscat,/ Războiul i-a permis Franței să înlocuiască controlul Chinei asupra Tonkinului (nordul Vietnamului). Războiul a întărit controlul împărătesei mamă Cixi asupra guvernului chinez, dar a produs căderea guvernului Jules Ferry la Paris. Ambele părți au fost satisfăcute de semnarea  Tratatului de la Tientsin. Conform lui Lloyd Eastman, „nicio națiune nu a obținut câștiguri diplomatice”.

## Începuturile
Franța avea interese puternice în nordul Vietnamului încă din secolul al XVIII-lea, când preotul catolic Pigneau de Behaine a recrutat voluntari francezi să lupte pentru Nguyễn Ánh, ajutând la fondarea dinastiei Nguyễn. În schimb, francezii au cerut privilegii pentru Franța și biserica romano-catolică. Franța și-a început campania colonială în 1858, când a anexat mai multe provincii sudice în 1862, când a fost înființată colonia Cochinchina.
Exploratorii francezi au urmat cursul fluviului Roșu prin nordul Vietnamului până la izvoarele sale din Yunnan, aducând speranțe pentru o rută comercială profitabilă cu China, care putea ocoli porturile concesionate puterilor europene din provinciile chineze litorale. Principalul obstacol în atingerea acestui obiectiv era Armata Steagului Negru – o forță bine organizată a unor oameni aflați în afara legii condusă de un lider remarcabil, Liu Yongfu – percepea „impozite” exorbitante asupra comerțului de pe Râul Roșu între Sơn Tây și Lào Cai la frontiera Yunnanului. 
În 1873, o forță redusă franceză comandată de locotenentul de marină Francis Garnier, depășind ordinele primite, a intervenit militar în nordul Vietnamului. După francezii au obținut o serie de victorii împotriva vietnamezilor, guvernul vietnamea a apelat la luptătorii Steagului Negru ai lui Liu Yongfu, carea au reușit să înfrângă forțele lui Garnier în fața zidurilor Hanoiului. Garnier a fost ucis în această luptă, iar guvernul francez avea să dezavueze mai târziu expediția lui militară.

### Expediția lui Henri Rivière în Tonkin

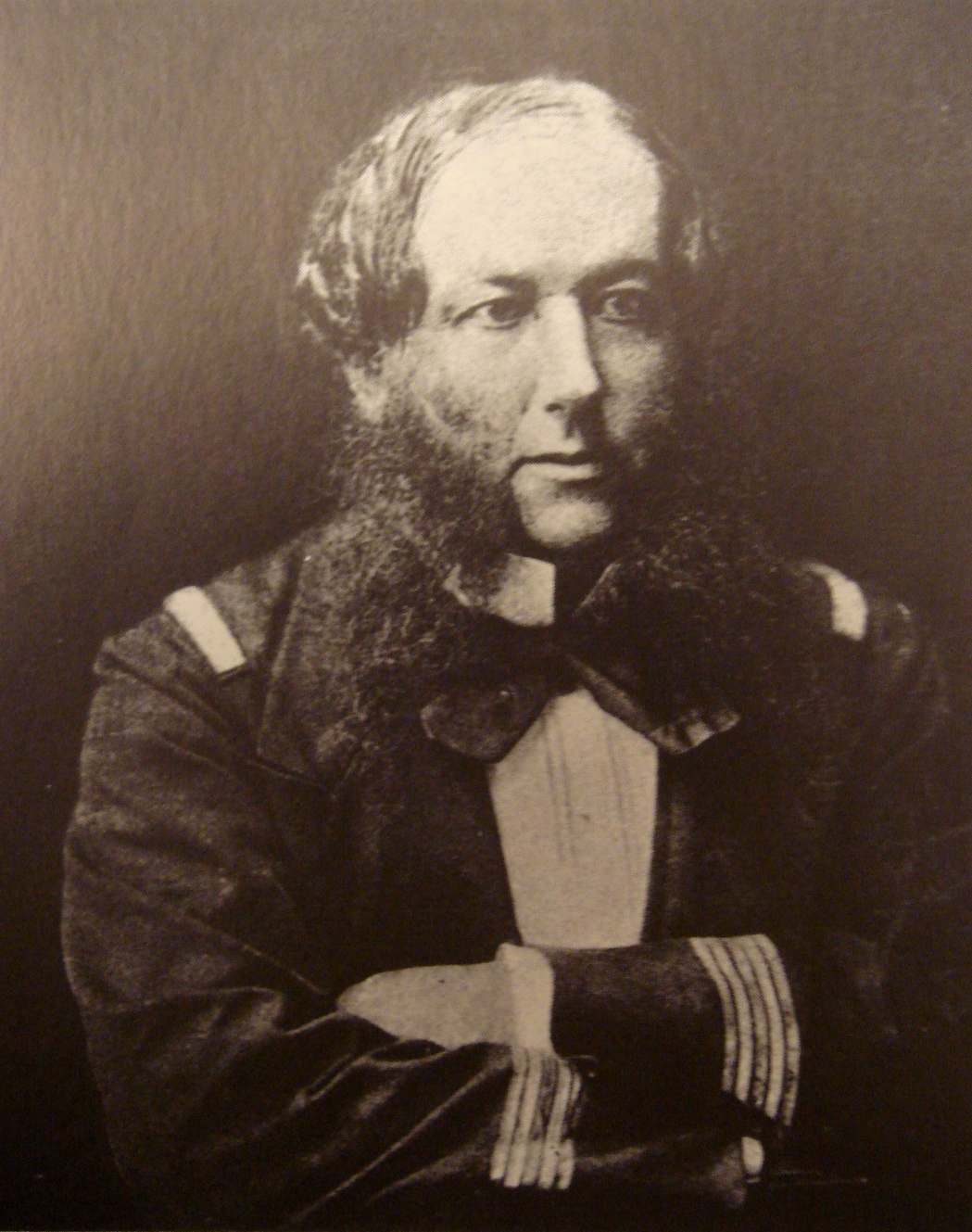
Commandantul Henri Rivière (1827–1883)

În 1881, comandantul Henri Rivière a fost trimis în fruntea unei mici forțe la Hanoi ca să cerceteze plângerile vietnamezilor legate de activitatea negustorilor francezi. În ciuda instrucțiunilor primite de la superiorii săi, Rivière a luat cu asalt citadela din Hanoi pe 25 aprilie 1882. Deși Rivière a predat mai apoi citadela vitnamezilor, acțiunea lui a provocat îngrijorări atât în Vetnam cât și în China.
Guvernul vietnamez, care nu avea capacitatea să lupte cu Rivière cu propria sa armată prost utilată și instruită, a solicitat din nou ajutorul lui Liu Yongfu, ai cărui soldați ai Steagului Negru erau experimentați și bine pregătiți. Aceștia din urmă aveau să se dovedească un adversar redutabil pentru francezi. 
Vietnamezii i-au rugat stăruitor și pe chinezi să îi ajute. Vietnamul a fost mult timp un stat vasal al Chinei, iar China a acceptat să înarmeze și să sprijine Steagurile Negre și să se opună pe ascuns operațiunilor franceze în Tonkin.
Regimul Qing a transmis, de asemenea, un avertisment puternic francezilor conform căreia China nu va permite ca Tonkinul să cadă sub controlul Parisului. 
În vara anului 1882, trupe ale armatei chineze din provinciile Yunnan și Guangxi au trecut granița în Tonkin, ocupând mai multe orașe, printre care Lạng Sơn, Bắc Ninh, Hung Hoa. Ambasadorul francez în China, Frédéric Bourée, a fost atât de alarmat de perspectiva războiului cu China, încât în noiembrie și decembrie a negociat un acord cu omul de stat chinez Li Hongzhang împărțirea Tonkinui în sfere de influență franceză și chineză. Niciunul dintre participanții la aceste negocieri nu au consultat partea vietnameză.

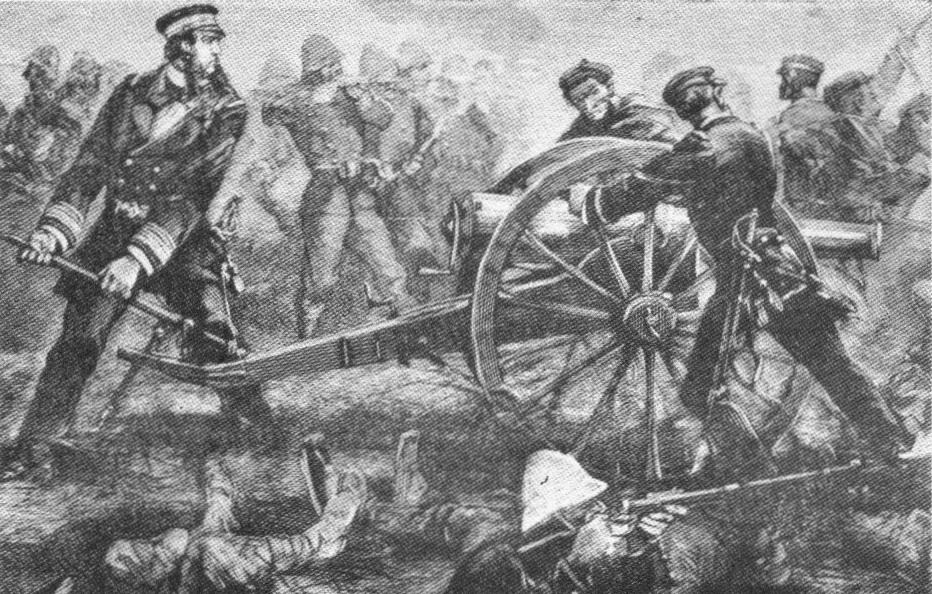
Rivière încercând să salveze un tun împotmolit în timpul Bătăliei de la Cầu Giấy (Podul de Hârtie, 19 mai 1883)

Rivière, profund nemulțumit de acordul încheiat de Bourée, a decis la începutul anului 1883 să ia problema în propriile mâini. După ce i-a fost trimis în sprijin un batalion de infanteriști marini din Franța, el a considerat că are suficienți oameni pentru ca să se aventureze mai departe de Hanoi. Pe 27 martie 1883, el și cei 520 de soldați francezi de sub comanda sa au cucerit citadela Nam Định, obiectivul aceste acțiuni fiind asigurara securității liniilor de comunicație de la Hanoi până la malul mării. După ce Rivière a părăsit fortăreața Nam Định, luptătorii de gherilă și soldații armatei regulate vietnameze au atacat Hanoiul, dar comandantul de batalion Berthe de Villers i-a înfrânt în timpul Bătăliei de la Gia Cuc de pe 28 martie.
Rivière s-a temut că va fi demis pentru cucerirea fortăreței Nam Định – el a devenit în schimb eroul momentului. La Paris fusese instalat un nou guvern în frunte cu Jules Ferry, care era un sprijinitor hotărât al expansiunii coloniale. Prin urmare, guvernul decide să îl sprijine pe Rivière. Ferry și ministrul de externe Paul-Armand Challemel-Lacour au denunțat înțelegerea semnată de Bourée și Li Hongzhang și l-au rechemat în țară pe ambasadorul francez. Premierul și ministrul de externe francezi au transmis un semnal clar chinezilor – Franța era hotărâtă să treacă Tonkinul sub controlul Parisului. În aprilie 1883, după ce și-a dat seama că vietnamezii nu aveau capacitatea să lupte cu sorți de izbândă împotriva francezilor, generalul chinez  Tang Jingsong (唐景崧) la convins pe Liu Yongfu să implice Steagurile Negre în luptele împotriva unităților lui Rivière. Forțele lui Liu Yongfu au început un război neconvețional care avea să dureze un an.
Pe 10 mai 1883, Liu Yongfu i-a provocat pe francezi la lupte prin afișe lipite pe multe dintre zidurile Hanoiului. Pe 19 mai, Rivière i-a înfruntat pe luptătorii Steagului Negru în Bătălia de la Podul de Hârtie (Pont de Papier), iar francezii au suferit o înfrângere dezastruoasă. Mica forță a lui Riviere de doar 450 de oameni a atacat pozițile defensive puternice ale Steagului Negru lângă satul Cầu Giấy, la doar câțiva kilometri depărtare de Hanoi, cunoscut de francezi ca Podul de Hârtie (Pont de Papier). După ce în prima fază a luptei au înregistrat un succes limitat, francezii au fost invăluiți pe ambele flancuri. Francezii au reușit cu greutate să se regrupeze și să se retragă spre Haoi. Mai mulți ofițeri, printre ca Rivière și Berthe de Villers, au fost uciși în lupta.

## Intervenția franceză în Tonkin

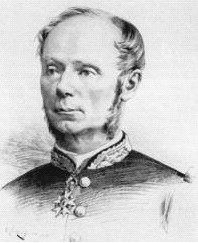
Amiralul Anatole-Amédée-Prosper Courbet (1827–1885)

Moartea lui Rivière a produs o reacție furioasă în Franța. Au fost trimise trupe proaspete în Tonkin, amenințarea unui atac al Steagului Negru asupra Hanoiului a fost îndepărtată, iar situația militară a fost stabilizată. 

### Protectoratul asupra Tonkinului
Pe 20 august 1883, admiralul Amédée Courbet, care fusese numit de puțină vreme comandant noii formate Divizii navale de coastă, a ordonat luarea cu asalt a fortificațiilor care apărau drumul spre capitala vietnameză Huế. După victoria francezilor de la  Thuận An, vienamezii au fost forțați să semneze Tratatul de la Huế, care transforma Tonkinul în protectorat al Franței.
În același timp, noul comandant al forței expediționare franceze din Tonkin, generalul Bouët, a atacat poziții Stegurilor Negre de pe râul Day. Deși francezii au zdrobit Armata Steagului Negru în Bătălia de la Phủ Hoài (15 august) și în Bătălia de la Palan (1 septembrie), ei nu au reușit să îl scoată definit din luptă pe Liu Yongfu, iar în ochii opiniei publice aceste acțiuni militare au fost considerate de dapt înfrângeri ale francezilor. Majoritatea francezilor l-au considerat responsabil pe Bouët pentru eșecul acestei misiuni, iar generalul a demisionat din funcție în septembrie 1883. Doar inundațiile puternice din acel l-au forțat pe Liu Yongfu să abandneze linia râului Day și să își retragă forțele în orașul fortificat Sơn Tây, la câțiva kilometri spre vest. 

### Confruntările dintre francezi și chinezi

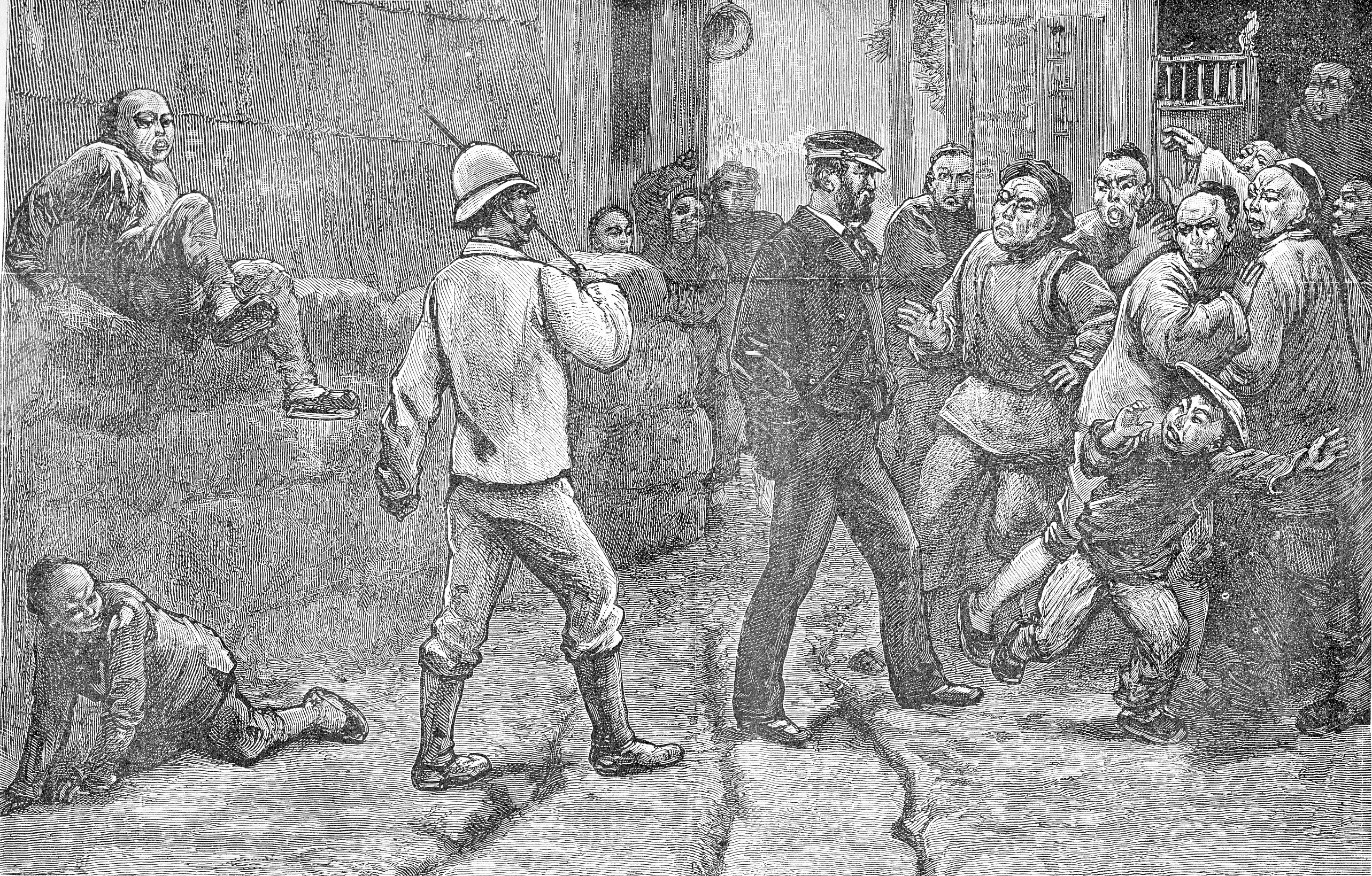
Rezidenții europeni circulând sub amenințarea localnicilor pe străzile din Guangzhou în toamna anului 1883.

Francezii s-au pregătit pentru o ofensivă majoră la sfârșitul anului pentru anihilarea Steagului Negru și au încercat să îi convingă pe chinezi să nu mai acorde ajutor lui Liu Yongfu. În același timp, Parisul a încercat să obțină sprijinul altor puteri europene pentru proiectul de ofensivă. Până la urmă, negocierile din Shanghai din iulie 1883 dintre ambasadorul francez Arthur Tricou and Li Hongzhang și au fost întrerupte de guvernul Qing după ce a primit o informație prea optimistă din partea ambasadorului chinez în Franța, marchizul Zeng Jize, care afirma că guvernul francez nu este dornic să se implice într-un război pe scară largă cu China. Jules Ferry și ministrl de externe francez Paul-Armand Challemel-Lacour s-au întâlnit de mai multe ori în vara și toamna anului 1883 cu marchizul Zeng în Paris, dar aceste discuții diplimatice s-au dovedit de asemenea fără rezultat. Guvernul chinez a rămas ferm pe poziție și a refuzat să își retragă garnizoanele numeroase din Sơn Tây, Bắc Ninh și Lạng Sơn, în ciuda posibilității intrării în scurtă vreme în conflict cu francezii. Întrucât războiul cu China părea din ce în ce mai probabil, francezii au convins guvernul german să întârzie livrarea cuirasatelor Dingyuan  și  Zhenyuan, două navele de luptă moderne construite în șantierele navale germane pentru marina chineză. Între timp, francezii și-au consolidat poziția în Deltă, stabilind poziții întărite la Quảng Yên, Hưng Yên și Ninh Bình..

Tensiunea crescândă dintre Franța și China a dat naștere unor manifestații împotriva străinilor în China în toamna anului 1883. Cele mai grave incidente au avut loc în provincia Guangdong, unde prezența europenilor era ceam mai numeroasă. Au fost atacate proprietățile negustorilor europeni din Guangzhou și de pe insula Shamian. Mai multe puteri europene, inclusiv Franța, au trimis vase înarmate la Guangzhou pentru a-și proteja resortisanții.

#### Sơn Tây și Bac Ninh

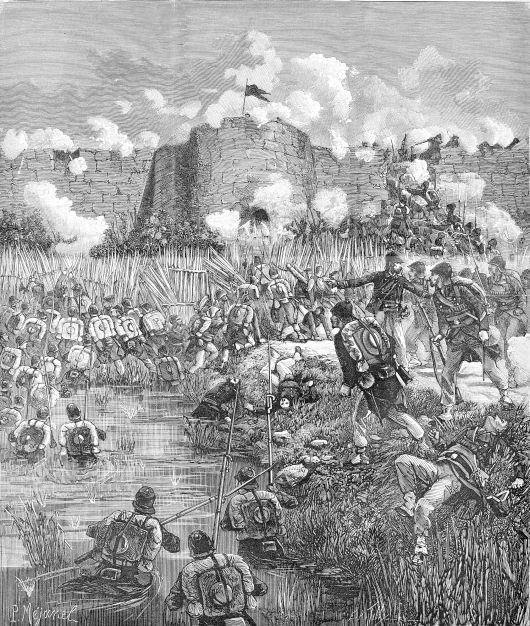
Cucerirea orașului Sơn Tây, 16 decembrie 1883

Francezii au înțeles că un atac asupra lui Liu Yongfu va avea ca rezultat probabil un război nedeclarat cu China, dar au socotit că o victorie rapidă în Tonkin i-ar obliga pe chinezi să accepte un „fapt împlinit”. Comanda campaniei din Tonkin a fost încredințat amiralului Courbet, care a atacat Sơn Tây în decembrie 1883. Campania pentru Sơn Tây a fost cea mai aprigă campanie pe care francezii aveau să o desfășoare în Tonkin. Dacă în ceea ce privește contingentele chinez și vietnamez nu au jucat un rol important în apărarea orașului, Steagurile Negre ale lui Liu Yongfu au luptat feroce pentru a ține orașul. La 14 decembrie, francezii au atacat apărarea exterioară a orașului Sơn Tây la Phu Sa, dar au fost respinși cu și au suferit pierderi grele. Sperând că va putea exploata înfrângerea lui Courbet, Liu Yongfu a atacat liniile franceze în aceeași noapte, dar atacul Steagului Negru a eșuat la rândul lui în mod dezastruos. După ce le-a acordat trupelor o zi de odihnă pe 15 decembrie, Courbet a atacat din nou defensiva orașului Sơn Tây în după-amiaza zilei de 16 decembrie. De această dată, artileria a bombardat puternic fortificațiile, iar asaltul infanteriei nu a fost declanșat decât după ce defensiva a fost puternic afectată. La ora 17:00, un batalion la Legiunii Străine și un batalion al infanteriei marine au cucerit poarta apuseană a Sơn Tây și au continuat înaintarea prin luptă în interiorul orașului. Garnizoana lui Liu Yongfu s-a retras în citadelă și a evacuat Sơn Tây sub acoperirea întunericului. Courbet și-a îndeplinit obiectivele, dar cu pierderi mari. Francezii au pierdut la Sơn Tây 83 de morți și 320 de răniți. În timpul luptelor de la Sơn Tây, Steagurile Negre au pierdut un număr extrem de mare de luptători și, după cum consideră unii observatori, aceste pierderi le-au distrus capacitatea de luptă. Liu Yongfu a ajuns la concluzia că a fost lăsat în mod deliberat de aliații săi chinezi și vietnamezi să poarte greul luptelor și a hotărât să nu își mai expună trupele unor riscuri atât de mari.

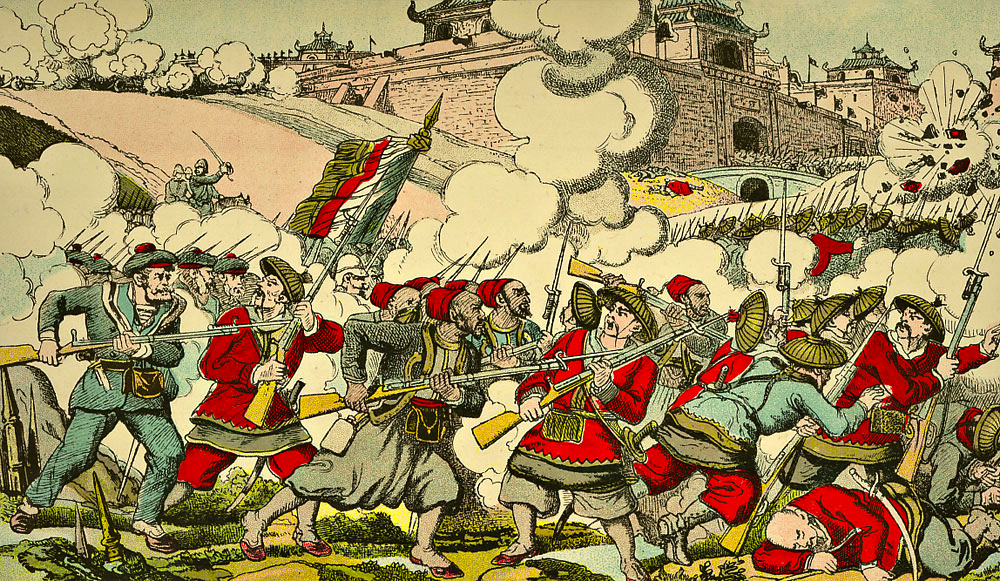
Cucerirea orașului Bắc Ninh, 12 martie 1884

În martie 1884, francezii și-au reînnoit ofensiva sub comanda generalului Charles-Théodore Millot, care a preluat răsponsabilitatea campaniei terestre de la amiralul Courbet după luptele de la Sơn Tây. Efectivele Corpului expediționar Tonkin au fost crescute cu trupe aduse din Franța și din coloniile din Africa ca să ajungă la peste 10.000 de soldați. Millot și-a organizat forțele în două brigăzi. Prima brigadă a fost plasată sub comanda generalului Louis Brière de l'Isle, care își câștigase faima ca guvernator al Senegalului, iar cea de-a doua sub comanda generalului Legiunii Străine François de Négrier, care se remarcase de curând când înăbușise rebeliunea arabilor din Algeria. Obiectivul francezilor era cucerirea orașului Bắc Ninh, unde se afla o puternică garnizoană a armatei regulate chineze din regiunea Guangxi. Campania pentru cucerirea Bắc Ninhului trebuia să fie o operațiune ușoară. Moralul armatei chineze era scăzut, iar Liu Yongfu hotărâse să își păstreze Steagurile Negre în afara luptelor. Millot a ocolit Bắc Ninh prin sud-vest și a luat orașul cu asalt pe 12 martie. Armata Guangxi a opus o rezistență redusă, iar francezii au cucerit orașul cu ușurință și au capturat cantități mari de muniție și mai multe tunuri noi Krupp.

#### Acordul de la Tientsin și tratatul de la Huế

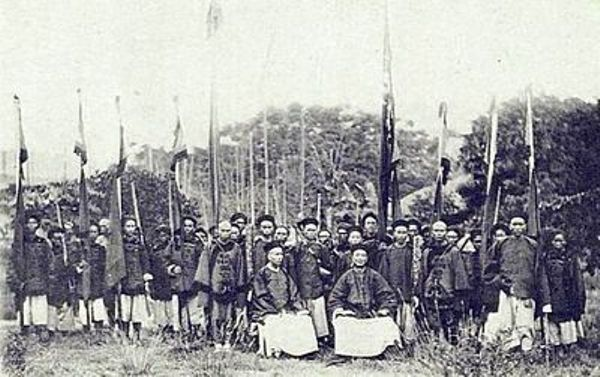
Soldați ai armatei regulate chineze fotografiați în timul războiului

Înfrângerea de la Bắc Ninh, care survenea la scurtă vreme după pierderea orașului Sơn Tây, a întărit pozițiile elementelor moderate din guvernul chinez și a discreditat temporar partidul extremist „purist” condus de Zhang Zhidong, care milita pentrtu un război pe scară largă împotriva Franței. Succesele franceze în primăvara anului 1884, inclusiv cucerirea orașelor Hưng Hóa și Thái Nguyên, au convins-o pe Împărăteasa văduvă Cixi să accepte negocierile cu Franța, cu care s-a ajuns la un acord în luna mai. 
Negocierile au avul loc în Tianjin (Tientsin). Li Hongzhang, liderul moderaților chinezi a reprezentat China, iar căpitanul François-Ernest Fournier, comandantul crucișătorului Volta, a reprezentat Franța. Acordul de la Tientsin, semnat pe 11 mai 1884, prevedea pe de-o parte recunoașterea de către chinezi a protectoratului francez asupra Annamului și Tonkinlui și retragerea trupelor chineze din Tonkin, iar pe de altă semnarea unui tratat cuprinzător, care să stabilească detaliile comerțului dintre cele două țări și să traseze granițele dintre China și Vietnam.
La 6 iunie, după semnarea acordului cu China, francezii au semnat  Tratatul de la Huế cu vietnamezii, care a instituit protectoratul francez atât asupra lui Annamului, cât și a Tonkinului și a permis francezilor să staționeze trupe în puncte strategice din teritoriul vietnamez și dat liber cetățenilor francezi să se instaleze în principalele principalele orașe.
Semnarea tratatului a fost însoțită de un gest simbolic important. Sigiliul prezentat de împăratul Chinei cu câteva decenii mai devreme regelui vietnamez Gia Long a fost topit în prezența plenipotențiarilor francez și vietnamezi, marcând renunțarea de către Vietnam la legăturile sale tradiționale cu China.
Fournier nu era un diplomat de profesie, iar Acordul de la Tientsin avea mai multe prevederi neclare. În primul rând, nu a menționat în mod explicit un termen pentru retragerea trupei chineze din Tonkin. Francezii pretindeau că retragerea trupelor trebuia să fie făcută imediat, în timp ce chinezii au susținut că retragerea era condiționată de încheierea unui tratat cuprinzător. De fapt, poziția chineză a fost o interpretare abuzivă, menită să justifice dorința sau incapacitatea de a pune în aplicare termenii acordului. Acordul a fost foarte nepopular în China și a provocat reacții imediate. Membrii partidei războinice au cerut punerea sub acuzare a lui Li Hongzhang, iar oponenții săi politici au țesut intrigi pentru trimiterea de ordine soldaților chinezi din Tonkin să nu își părăsească pozițiile. 

#### Ambuscada de la The Bắc Lệ

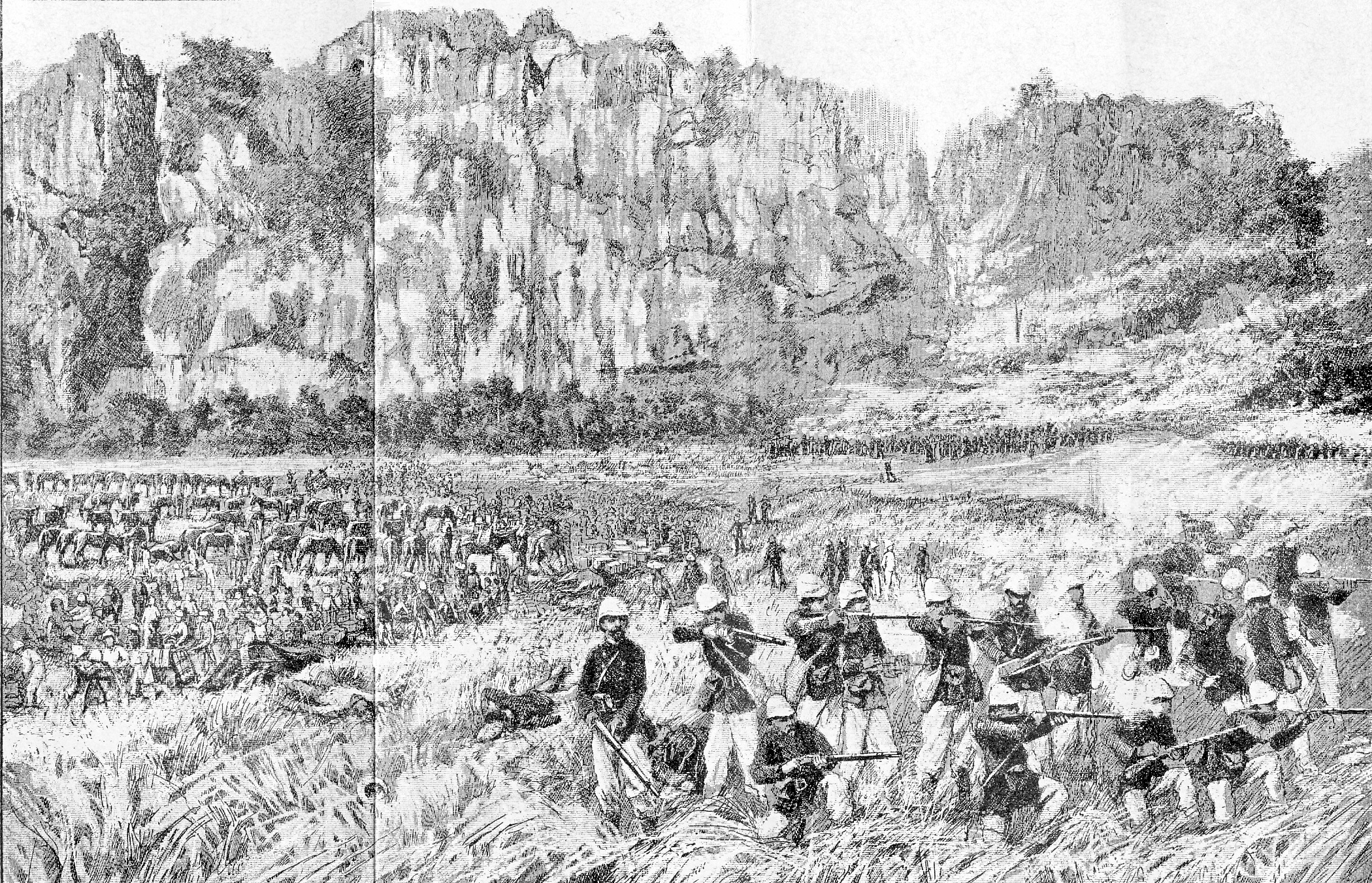
Ambuscada de la The Bắc Lệ, 23 iunie 1884

Li Hongzhang le-a sugerat francezilor că ar putea exista dificultăți în aplicarea acordului, dar nu s-a spus nimic specific. Francezii au presupus că trupele chineze vor părăsi Tonkin după cum a fost convenit și au pregătit pentru ocuparea orașelor de frontieră din Lạng Sơn, Cao Bằng și That Ke. La începutul lunii iunie 1884, o coloană franceză sub comanda locotenent-colonelului Alphonse Dugenne a înaintat să ocupe Lang Són. Pe 23 iunie, în apropiere de micul oraș Bắc Lệ, francezii au întâlnit un detașament puternic al armatei din Guangxi, bine organizat într-o poziție defensivă în spatele râului Song Thuong. Având în vedere semnificația diplomatică a acestei descoperiri, Dugenne ar fi trebuit să raporteze superiorilor din Hanoi prezența forței chineze și să aștepte instrucțiuni suplimentare. În schimb, el le-a dat chinezilor un ultimatum iar, când aceștia din urmă au refuzat, și-a reluat înaintarea. Chinezii i-au atacata pe francezi. A început o luptă de două zile, în timpul căreia unitatea lui Dugenne a fost încerucită, francezii suferind pierderi importante. În cele din urmă, Dugenne a spart încercuirea și și-a salvat soldații.
Când veștile despre ambuscada de la Bắc Lệ au ajuns la Paris, opinia publică franceză a fost înfuriată pentru ceea ce a fost considerat o trădare strigătoare la cer a chinezilor. Guvernul premierului Ferry a pretins ca chinezii să prezinte scuze oficiale, să plătească o despăgubire și să pună imediat în aplicare termenii acordului de la Tianjin. Guvernul chinez a fost de acord să negocieze, dar a refuzat să prezinte sucze sau să plătească orice fel de despăgubire. Guvernul chinez era împotriva unui compromis și, deși negocierile au continuat de-a lungul întregii luni iulie, amiralul Coubert a primit ordinul să își trimită escadra la Fuzhou (Foochow). Amiralul primise ordine să atace vasele militare staționate în portul Fuzhou și să distrugă arsenalul marinei de aici. 
Între timp, francezii au oferit o demonstrație de forță, ca un avertisment a ce s-ar putea întâmpla în cazul în care guvernul chinez nu ar cedat presiunilor fraceze. Contraamiralul Sébastien Lespès a ordonat pe 5 august distrugerea prin bombardament naval a trei baterii de coastă din portul Keelung din insula Formosa (Taiwan). Mai apoi, a fost efectuată o debarcare a unei forțe a infanteriei marine, care avea ca sarcină ocuparea orașului Keelung și a minelor de cărbune din Pei-tao (Pa-tou), care să fie ținute ca gaj, date la schimb cu retragerea chinezilor din Tonkin. Sosirea unei armate numeroase chineze comandate de comisaraul imperial Liu Mingchuan i-a forțat pe francezi să își reîmbarce infanteriștii marini pe 6 august.

## Războiul Sino-Francez, august 1884 – aprilile 1885

### Operațiunile escadrei amiralului Courbet

#### Bătălia de la Fuzhou și de pe râul Min

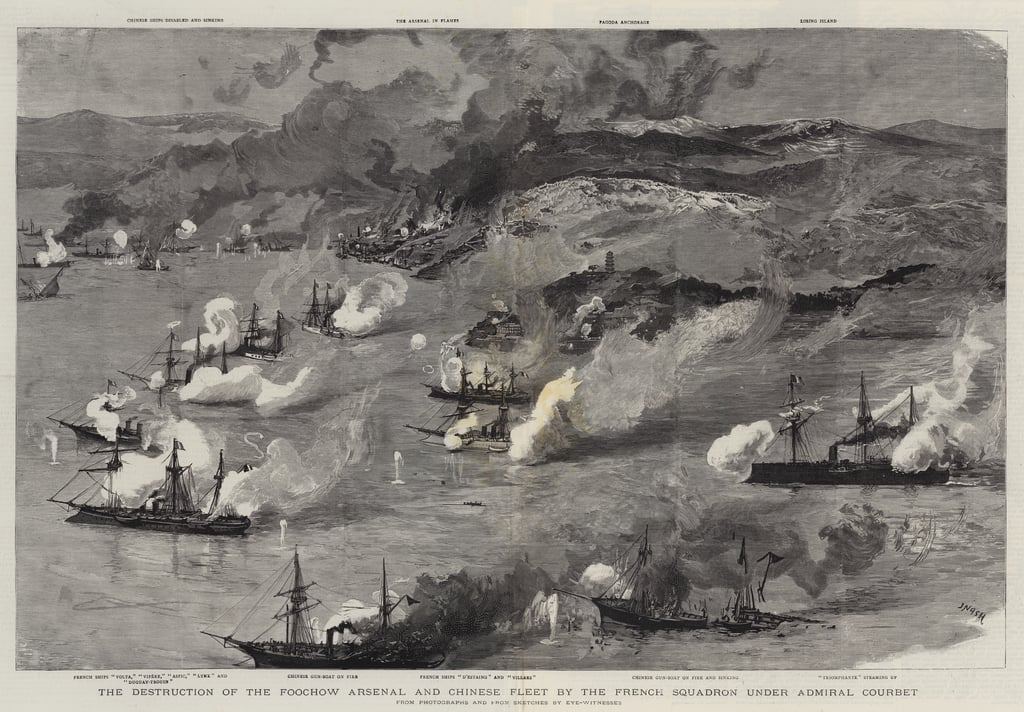
Bătălia de la Fuzhou, 23 august 1884

Negocierile dintre Franța și China au fost oprite la mijlocul lunii august, iar, pe 22 august, August Courbet a primit ordinul să atace flota chineză din Fuzhou. În timpul Bătăliei de la Fuzhou de pe 23 august 1884, francezii și-au luat revanșa pentru ambuscada de la Bac Le. În timpul unei lute de doar două ore, escadra Orientului Îndepărtată comandată de Coubert a anihilat flota chineză inferioară din punct de vedere tehnic și a avariat grav șantierul naval și arsenalul flotei (care fusese în mod ironic construit sub comanda unui francez, Prosper Giquel). Nouă vase chineze au fost scufundate în doar o oră, printre acestea aflându-se și nava amiral a flotei din Fujian, corveta Yangwu. Chinezii au înregistrat aproximativ 3.000 de morți, în vreme ce pierderile francezilor au fost mult mai reduse. Escadru lui Courbet s-a retras in aval pe râul Min spre marea deschisă, reușind în timpul traversării strâtorilor Min'an și Jinpai să distrugă câteva baterii de coastă.

#### Rebeliunile din Hong Kong
Atacul francezilor de la Fuzhou a pus capăt contactelor diplomatice dintre Franța și China. Deși niciuna dintre cele două țări nu declarase război, disputa avea să fie rezolvată doar pe câmpul de luptă. Vestea distrugerii flotei a provocat o exacerbare a sentimentelor patriotice în China și de atacuri ale civililor chinezi înfuriați împotriva străinilor și proprietăților acestora. În Europa, simpatia pentru China a ajuns la cote înalte, iar chinezii au reușit să angajeze un număr de ofițeri ai forțelor terestre și ai marinei din Regatul Unit, Germania și SUA pe post de consultanți militari. 
Indignarea patriotică s-a răspândit în colonia britanică Hong Kong. În septembrie 1884, muncitorii din docurile portului Hong Kong au refuzat să repare cuirastatul francez La Galissonnière, care fusese avariat în luptele navale din august. Greva s-a încheiat la sfârșitul lunii septembrie, dar lucrătorii din doc au fost împiedicați să își reia activitatea de către alte grupuri de muncitori chinezi, printre care se numărau hamali portuari, purtărtori de lectice sau ricșe. O încercare a autorităților britanice de a-i proteja pe lucrătorii din docuri împotriva atacurilor protestatarilor a avut drept consecință izbucnirea uni revolte violente pe 3 octombrie, timp în care cel puțin un răsculat a fost împușcat mortal și mai mulți polițiști sikh au fost răniți.
Britanicii au bănuit, și se pare că pe bună dreptate, că revoltele au fost stimultate de autoritățile chineze din provincia Guangdong.

#### Ocuparea de către francezi a orașului Keelung

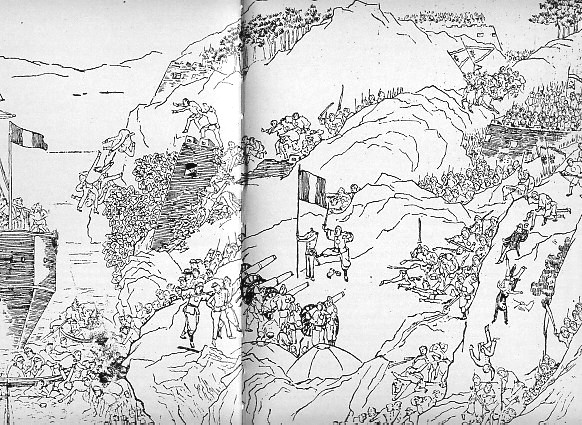
Debarcarea francezilor la Keelung – ilustrație chineză

Între timp, francezii au decis să exercite presiune asupra Chinei, debarcând un corp expediționar în nordul insulei Formosa pentru ocuparea Keelungui și  Tamsuilui, răzbunând eșecul din 6 august și câștigând în sfârșit „gajul” căutat.
La 1 octombrie, locotenent-colonelul Bertaux-Levillain a debarcat la Keelung cu o forță de 1.800 de infanteriști marini, forțându-i pe chinezi să se retragă pe pozițiile defensive puternice, care erau pregătite pe dealurile din jur. Forța franceză era prea mică pentru a avansa dincolo de Keelung, iar minele de cărbune Pei-tao au rămas în mâinile chinezilor.
Între timp, după un bombardament naval ineficient de pe 2 octombrie, amiralul Lespès a atacat pr 8 octombrie apărarea chineză de la Tamsui cu 600 de militari din companiile de infanterie marină a escadrilei sale dar a fost respins decisiv de forțe sub comanda generalului Sun Kaihua (孫開華). Ca urmare a acestui eșec, controlul francez asupra Formosei s-a limitat doar la orașul Keelung. Acest succes parțial era cu mult sub nivelul pe care îl speraseră francezii. 

#### Blocada Formosei
Spre sfârșitul anului 1884, francezii au reușit să aplice o blocadă limitată a porturilor nordice din Formosa Keelung și Tamsui și a capitalei prefecturale Taiwan și a portului sudic Takow. La începutul lunii ianuarie 1885, corpul expediționar francez din Formosa, aflat acum sub comanda colonelului Jacques Duchesne, a fost substanțial consolidat cu două batalioane de infanterie, aducând puterea totală la aproximativ 4.000 de soldați. Între timp, recrutările făcute în armatele din Hunan și Anhui au crescut efectivele de sub comanda lui Liu Mingchuan la aproximativ 25.000 de oameni. Deși au fost puternic depășiți numeric, francezii au capturat la sfârșitul lunii ianuarie 1885 o serie de poziții chineze de mai mică importanță la sud-estul Keelung, dar au fost forțați să oprească operațiunile ofensive în februarie din cauza ploilor neîntrerupte.

Blocada franceză a reușit parțial deoarece flota nordică din Beiyang, comandată de Li Hongzhang, a refuzat să ofere ajutorul flotei din Nanyang din sud. Niciun vas din Beiyang nu a fost trimisă să lupte cu flota franceză. În acest fel s-a produs eșecul acțiunilor navale chineze .
Cele mai moderne vase de război au fost rezervate pentru flota nordică de către Li Hongzhang. El nu a luat niciun moment în calcul posibilitatea folosirii acestei flote moderne pentru atacarea francezilor, deoarece dorea să o păstreze tot timpull sub propria comandă. Nordul și sudul Chinei aveau rivalități, iar guvernul era împărțit între diferitele partide și facțiuni. China avea o comandă unică asupra tuturor navelor marinei militare, iar vasele flotelor din nord și sud nu cooperau. Acesta a fost singurul motiv pentru care Franța a reușit să obțină fupremația pe mare în timpul războiului, de vreme ce nu a trebuit cu întreaga marină chineză. Academia navală nordică din Tianjin atrăgea de asemenea sudul din Chinei pe cei mai buni potențili marinari prin recrutări preferențiale.

#### Golful Shipu, Golful Zhenhai și blocada orezului

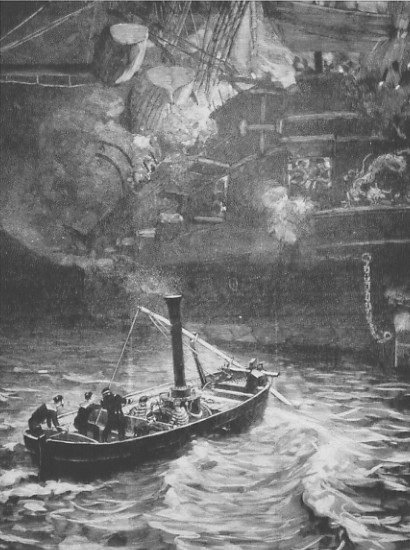
Șalupă torpiloare atacând fregata chineză Yuyuan, 14 februarie 1885

Deși corpul expediționar „Formosa” a rămas blocat la Keelung, francezii au obținut succese importante în altă părți în primăvara anului 1885. Escadra lui Courbet fusese întărită substanțial de la începutul războiului, iar acum avea la dispoziție considerabil mai multe nave decât în octombrie 1884. La începutul lunii februarie 1885, o parte a escadrei sale au părăsit Keelungul și s-a îndreptat spre sud, ca să contracareze o tentativă a flotei Nanyang (flota Mării Sudice) de spargere a blocadei franceze. La 11 februarie, grupul operativ a lui Courbet a întâlnit crucișătoarele Kaiji , Nanchen și Nanrui, trei dintre cele mai moderne nave din flota chineză, lângă Golful Shipu, însoțite de fregata Yuyuan și velierul Chengqing.
Vasele chineze s-au împrăștiat la apropierea francezilor dar, dacă cele trei crucișătoare au reușit să scape de urmăritori, francezii au reușit să prindă în capcană Yuyuan și Chengqing în Golful Shipu. În noaptea de 14 februarie, în timpul unei scurte bătălii navale din Golful Shipu, francezii au atacat cele două vase chineze cu două șalupe torpiloare. În timpul luptelor, Yuyuan a fost avariaă gravă detorpile, iar Chengqing a fost incendiată de focul de pe Yuyuan. Ambele vase au fost în cele din urmă sabordate de echipajele lor. Șalupele torpiloare au reușit să iasă din confruntare cu pierderi minime.
După acest succes, Courbet a reușit ca pe 1 martie să localizeze Kaiji, Nanchen și Nanrui, care se adăpostiseră împreună cu alte patru vase militare chineze în Golful Zhenhai, în apropiere de portul Ningbo. Courbet a luat în cosiderație atacarea apărării chinezior, dar, după ce a testat defensiva acestora din urmă, a luat hotărârea să blocheze vasele inamice în golf până la încheierea ostilităților. O luptă scurtă și cu rezultat nedecis dintre crucișătorul Nielly și bateriile de coastă ale chinezilor l-a făcut pe generalul Ouyang Lijian (歐陽利見), responsabilul pentru apărarea portului Ningbo, să proclame rezultatul așa-numitei „bătălii din Golful Zhenhai” ca pe o victorie a defensivei chineze.
În februarie 1885, la presiunea diplomatică din partea Chinei, Marea Britanie a invocat prevederile unei legi din 1870 - „Foreign Enlistment Act” – și a închis Hong Kongul și alte porturi din Extremul Orient pentru navele de război franceze. Guvernul francez a răspuns ordonând amiralului Courbet să declanșeze o „blocadă a orezului” pe râu Yangtze. Blocada avea ca scop provocarea unei crize a orezului în nordul Chinei, ceea ce ar fi obligat guvernul chinez să negocieze încetarea ostilităților. Blocada orezului a perturbat puternic transportul orezului ca calea apelor din Shanghai, dar chinezii au organizat transportul pe uscat, iar războiul s-a încheiat mai înainte ca blocada să afecteze în mod serios economia Chinei. 

### Operațiunile din Tonkin

#### Victoriile francezilor în Delta Râului Roșu

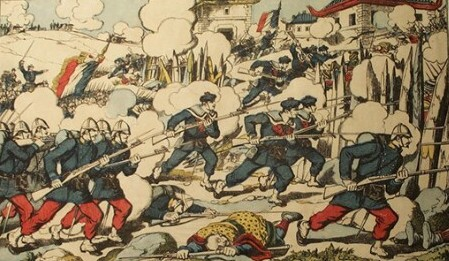
Bătălia de la Kép, 8 octombrie 1884

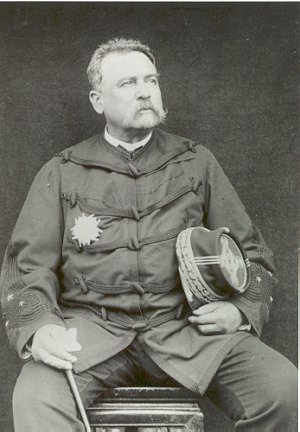
Generalul Louis Brière de l'Isle (1827–96)

Între timp, armata franceză din Tonkin punea presiunea asupra forțelor chineze și a aliaților lor Steagul Negru. Generalul Millot, a cărui stare de sănătate se deteriorase, a demisionat din funcția de comandă la începutul lunii septembrie 1884 și a fost înlocuit de generalul Brière de l'Isle, cel mai mare în grad dintre cei doi comandanți de brigadă a Corpului expediționar. Prima sarcină importantă a lui Brière de l'Isle a fost respingerea unei invazii de proporții a chinezilor în Delta Râului Roșu. La sfârșitul lunii septembrie 1884, un detașament numeros al armatei din Guangxi a înaintat dinspre Lang Són în valea Lục Nam, demonstrându-și prezența prin oraganizarea pe 2 octombrie unor ambuscade împotriva canonierelor Hache și Massue. Brière de l'Isle a reacționat imediat și a transportat aproape 3.000 de soldați francezi în vale la bordul unei flotile de canoniere. Soldații francezi au avut sarcina să atace detașamentele chineze mai înainte ca să se poată concentra și să îșî fortifice pozițiile. În timpul Campania Kep, (2 – 15 octombrie 1884), trei coloane de soldaț francezi sub comanda supremă a generalului de Négrier au atacat detașamentele separate ale armatei din Guangxi și le-a înfrânt succesiv în luptele de la Lam (6 octombrie), Kép (8 octombrie) and Chũ (10 octombrie). În timpul luptelor de la Kép, francezii s-au implicat în lupte grele om la om cu chinezii, iar soldații lui Négrier au suferit pierderi grele în timpul asaltului asupra satului frotificat. Soldații francezi victorioși au împușcat sau înjunghiat cu baionetele după încheierea luptelor zeci de soldații chinezi răniți, iar relatările atrocităților francezilor au șocat opinia publică din Europa. Adevărul este că, în timpul acestui conflict taberele luau rareori prizonieri, iar francezii fuseseră șocați să afle despre obiceiul chinezilor să plătească o recompensă pentru capetele francezilor decapitați. 
Ca urmare a acestor victorii, chinezii s-au retras spre Bắc Lệ și Dong Song, iar de Négrier a înființat poziții avansate la Kép și Chu, de unde amenița baza armatei din Guangxi din Lạng Sơn. Chũ se afla doar la câțiva kilometri sud-vest de pozițiile înaintate ale chinezilor de la Dong Song, iar, pe 16 decembrie, un detașament puternic al chinezilor a prins în ambuscadă două companii ale Legiunii Străine la Ha Ho, la est de Chũ. Legionarii au străpuns încercuirea chinezilor, dar au suferit pierderi și au fost obligați să își abandoneze morții pe câmpul de luptă. De Négrier a mobilizat rapid întăriri și a început să îi urmărească pe chinezi, dar aceștia din umră au reușit să se retragă în ordine la Dong Song.
La scurtă vreme după luptele din octombrie împotriva armatei din Guangxi, Brière de l'Isle a luat măsuri pentru reaprovizionarea avanposturilor vestice de la Hưng Hóa, Thái Nguyên și Tuyên Quang, care erau tot mai amenințate de Steagurile Negre ale lui Yonfu și de armata din Yunnan. Pe 19 noiembrie, în Bătălia de la Yu Oc, o coloană care se îndrepta spre Tuyên Quang sub comanda colonelului Jacques Duchesne a căzut în abuscada organizată în defileul Yu Oc de către luptătorii Steagului Negru. Francezii au reușit în cele din urmă să își croiască drum prin luptă către avanpostul încercuit. Francezii au reușit de asemenea să izoleze delta răsăriteană împotriva raidurilor gherilelor chineze cu bazele în Guangdong ocupând Tien Yen, Dong Trieu și alte câteva puncte strategice și blocând portul cantonez Beihai (Pak-Hoi). De asemenea, francezii au efectuat raiduri de curățare a cursului inferior al cursului râului Roșu pentru respingerea gherilelor Annamese din regiunile aflate prea aproape de Hanoi. Toate aceste operațiuni i-au permis lui Brière de l'Isle la sfârșitul anului 1884 să concentreze grosul corpului expediționar în jurul localităților Chũ și Kép, de unde putea porni un atac spre Lạng Sơn de îndată ce ar fi primit ordinul de luptă.

#### Campania Lạng Sơn
Strategia franceză din Tonkin a fost subiectul unei dezbateri aprinse în Camera Deputaților la sfârșitul lui decembrie 1884. Ministrul de război, geeralul Jean-Baptiste-Marie Campenon, a susținut că francezii ar trebui să își consolideze poziția din Deltă. Adversarii săi au solicitat o ofensivă totală pentru a-i alunga pe chinezi din nordul Tonkinului. Dezbaterile parlamentare au dus la demisia lui Campenon și inlocuirea lui cu un general mai agresiv, Jules Louis Lewal, care i-a ordonat imediat lui Brière de l'Isle să cucerească Lạng Sơnul. Atacul urma să fie lansat din poziția avansată din Chu, iar pe 3 și 4 ianuarie 1885, generalul de Négrier a atacat și distru un detașament puternic al armatei din Guangxi, care se concentrase în jurul satului Núi Bop, de unde trebuia să submineze pregătirile francezilor. Victoria lui de Nègrier de la Núi Bop, obținută în condițiile în care i se dădeau șanse de reușităde doar una la zece, a fost considerată de camarazii lui cel mai specataculos trimumf profesional al carierei sale.
Francezii au avut nevoi de o lună ca să finalizeze pregătirile pentru Campania Lạng Sơn. În cele din urmă, pe 3 februarie 1885, Brière de l'Isle și-a început marșul de la Chu cu mai puțin de 7.200 de soldați, însoțiți de 4.500 de cărăuși. După zece zile de marș, coloana francezilor a ajuns la periferia orașului Lạng Sơn. Militarii francezi erau împovărați de proviziile și echipametul militar pe care trebuiau să îl care și, în plus, au fost obligați să mărsăluiască printr-un teren foarte dificil. 
Ei au fost de asemenea obligați să depașească prin luptă pozițiile chineze puternic apărate de la Tây Hòa (4 februarie), Hạ Hòa (5 februarie) și Dong Song (6 februarie). După o pauză scurtă pentru refacere la Dong Song, corpul expediționar a mărșăluit spre Lạng Sơn, fiind obligați să lupte împotriva chinezilor la Deo Quao (9 februarie) și Pho Vy (11 februarie). Pe 12 februarie, într-o luptă încheiată cu succes, dar cu pierderi mari, unitățile Brigăzii 1 de sub comanda colonelului Laurent Giovanninelli au luat cu asalt pozițiile principale ale defensivei chineze de la Bac Vie, la câțiva kilometri sud de Lạng Sơn. Pe 13 februarie, coloana francezilor a intrat în Lạng Sơn, care fusese abandonată de chinezi după o luptă mai degrabă simbolică în satul din apropiere, Ky Lua.

#### Asediul și despresurarea Tuyên Quangului
Cucerirea Lạng Sơnului le-a permis francezilor să își concentreze forțele în vest, pentru eliberarea garnizoanei mici și izolată din Tuyên Quang, care fusese asediată încă din noiembrie 1884 de soldații Steagului Negru ale lui Liu Yongfu și de armata din Yunnan a lui Tang Jingsong. Asediul Tuyên Quangului a fost cea mai reprezentativă confruntare a războiului sino-francez. Chinezii și luptătorii Steagului Negru au săpat metodic până la pozițiile defensive franceze și, în ianuarie și februaie 1885, au aruncat în aer linia defensivă exterioară și au declanșat mai multe asalturi separate prin spărtură. Garnizoana din Tuyên Quang, 400 de legionari și 200 auxiliari din regiunea Tonkin, comandați de chef de bataillon Marc-Edmond Dominé, a respins toate atacurile inamice în ciuda faptului că inamicii aveau o superioritate numerică copleșitoare, dar a pierdut peste o treime din efective (50 de morți și 224 de răniți). La sfârșitul lunii februarie devenise clar că Tuyên Quang urma să fie cucerită, dacă nu primea imediat ajutoare.

După ce l-a lăsat pe de Négrier la Lạng Sơn cu Brigada a 2-a, Brière de l'Isle a preluat comanda Brigăzii I a lui Giovanninelli cu care s-a deplasatla Hanoi, iar de acolo, în aval, pe calea apei, spre Tuyên Quang. După ce și-a întărit brigada la Phu Doan pe 24 februarie cu o subunitate din Hung Hoa, comandată de locotenent colonelul Maussion, și-a continuat deplasarea pe uscat. La Hòa Mộc, francezii au întâlnit o puternică poziție defesivă chineză, care le bloca înaintarea. Pe 2 martie 1885, Giovanninelli a atacat flancul stâng al liniei defensive chineze. Bătălia de la Hòa Mộc a fost cea mai sângeroasă luptă a întregului război. Primele două asalturi franceze au fost respinse și, în ciuda faptului că francezii au reușit în cele din urmă să străpungă liniile chinezilor, atacatorii au suferit pierderi extrem de ridicate (76 de morți și 408 răniți). Victoria de la Hòa Mộc, obținută cu mari costuri umane, le-a deschis însă calea francezilor către Tuyên Quang. Armata din Yunnan și Steagurile Negre au ridicat asediul și s-au retras spre vest. Forțele eliberatoare au intrat în fortul asediat pe 3 martie. Brière de l'Isle a lădat curajul garnizoanei greu încercate într-un ordin de zi citat în diferite ocazii festive: Astăzi, vă bucurați de admirația bărbaților care v-au eliberat cu costuri atât de grele. Mâine, toată Franța vă va aplauda!

### Sfârșitul

#### Bang Bo, Ky Lua and the retreat from Lạng Sơn
Mai înainte de plecarea sa către Tuyên Quang, Brière de l’Isle i-a ordonat lui Négrier să atace dinspre Lạng Sơn spre granița cu China și să expulze resturile armatei din Guangxi din regiunea Tonkinului. După ce s reaprovizionat Brigada a 2-a cu hrană și muniție, de Négrier a învins armata din Guangxi în  Bătălia de la Đồng Đăng pe 23 februarie 1885 și a alungat-o de pe teritoriul Tonkinului. Pentru a-și desăvârși victoria, francezii au trecut pentru scurtă vreme granița în provincia Guangxi și au aruncat în aer „Poarta Chinei”, o clădire vamală chineză monumentală de la granița Tonkin-Guangxi, dar nu au fost în starea să exploateze avantajul și s-au reîntors la Lạng Sơn la sfârșitul lunii februarie.

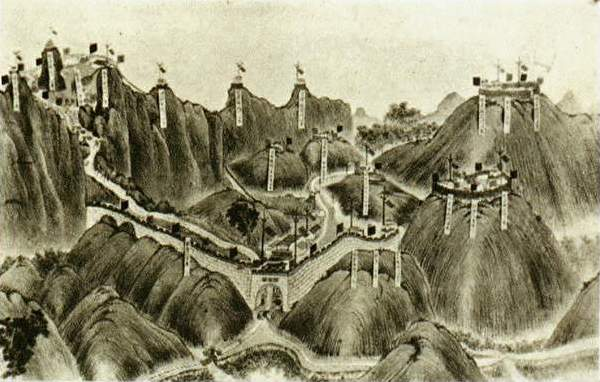
Fortificațiile chineze de la Bang Bo

Până la începutul lunii martie, ca urmare a victoriilor francezilor de la Hoa Moc și Dong Dang, situația militară din Tonkin ajunsese într-un impas temporar. Brigada I a lui Giovanninelli avea ca adversar direct armata din Yunnan a lui Tang Qingsong, care era concentrată în jurul localităților Hưng Hóa și Tuyên Quang, în vreme ce Brigada a 2-a a lui de Négrier de la Lạng Sơn avea ca adversar direct armata din Guangxi a lui Pan Dingxin. Se ajunsese în situația în care nici armata chineză nu avea capacitatea să lanseze o ofensivă de mai multe săptămâni, nici cele două brigăzi franceze, care reușiseră să cucerească împreună Lạng Sơnul în februarie, nu erau suficient de puternice pentru ca, separat, să învingă vreuna dintre armatele chineze. Între timp, guvernul francez a făcut presiuni asupra lui Brière de l'Isle ca să trimită Brigada a 2-a peste graniță în provincia Guangxi, în speranța că, amenințându-i teritoriului, va obliga China să ceară pacea. Brière de l'Isle și de Négrier au examinat posibilitatea organizării unei campanii pentru cucerirea importantului depozit militar chinez din Longzhou (Lung-chou, 龍州), 60 km depărtarea de graniță, dar, pe 17 martie, Brière de l'Isle l-a anunțat pe ministrul de război de la Paris că o asemenea operațiune depășește capacitatea de luptă a unităților sale. Au fost trimise pe la jumătatea lunii martie intăriri importante la Tonkin, oferindu-i lui Brière de l’Isle o oportunitate să scoată operațiunile militare din impas. El a mutat grosul trupelor nou sosite la Hưng Hóa pentru întărirea Brigăzii I, dorind să atace armata din Yunnan și să o respingă dincole de orașul Yên Bái. În vreme ce el și Giovanninelli făceau planuri pentru o ofensivă în vest, i-a ordonat lui de Négrier să apere pozițiile de la Lạng Sơn.
Pe 23 și 24 martie, Brigada a 2-a, cu afective de doar 1.500 de oameni, a luptat într-o bătălie extrem de sângeroasă cu cei peste 25.000 de chinezi ai armatei din Guangxi, care se apărau în tranșeele de lângă frontiera chineză, la Zhennanguan. Bătălia de la Bang Bo (Bang Bo este denumirea franceză a satului numit în vietnameză Hengpo, o localitate din centrul poziției chineze, unde s-au dat cele mai grele lupte), este cunoscută în China ca Bătălia din Pasul Zhennan. Francezii au reușit să ocupe câteva poziții întărite înaintate pe 23 martie, dar nu au reușit să cucerească pozițile principale ale inamicilor lor în luptele din ziua următoare. În aceeași zi, chinezii au declanșat un contraatac violent. Francezii s-au retras în ordine și au reușit să îi împiedice pe chinezi să le trăpungă liniile, dar Brigada a 2-a a suferit pierderi grele – 70 de morți și 188 de răniți. De Négrier a luat decizia să se retragă spre Lạng Sơn, date fiind pierderile suferite, moralul scăzut al trupei și criza de muniții.

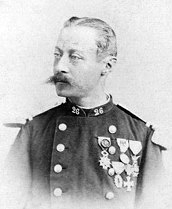
Locotenet colonelul Paul-Gustave Herbinger (1839–1886)

Cărăușii locali i-au abandonat pe francezi, care au fost obligați să își care propriile bagaje, fiind urmăriți de chinezi, care aveau superioritatea numerică. Chinezii au înaintat lent în urmărire, iar pe 28 martie, de Négrier a luptat o luptă la Ky Lua în apărarea Lạng Sơnului. Odihniți, refăcuți și luptându-se în spatele parapeților, francezii și-au apărat cu succes pozițiile și au provocat pierderi grave armatei din Guangxi. Pierderile franceze de la Ky Lua s-au ridicat la 7 morți și 38 de răniți. Chinezii au lăsat 1.200 de cadavre pe câmpul de luptă și este posibil ca alți 6.000 de soldați chinezi să fi fost răniți. Bătălia de la Ky Lua a oferit o prevestire sumbră a ororilor războiului de pe Frontul de Vest treizeci de ani mai târziu.
Spre sfârșitul bătăliei, de Négrier a fost rănit grav în piept în timp ce cerceta pozițiile chineze. El a fost obligat să predea comanda următorului ofițer în ierarhie, locotenent-colonelul Paul-Gustave Herbinger. Herbinger a fost un teoretician militar însemnat, care îșî câștigase o reputație deosebită pe câmpul de luptă în timpul războiului franco-prusac, dar care era depășit de responsabilitățile de comandant direct al operațiunilor din Tonkin. Anumiți ofițeri francezi comentaseră deja acid prestația sa din timpul campaniei din Lạng Sơn și Bang Bo, unde organizase dezastros un atac împotriva pozițiilor chinezilor. 
După ce a preluat comanda brigăzii, Herbinger a intrat în panică. În ciuda dovezilor care demonstrau că inamicii chinezi fuseseră înfrânți decisiv și se retrăgeau în dezordine către frontieră, el a ajuns la concluzia că se pregătesc să-l încercuiască la Lạng Sơn și să-i taie liniile de aprovizionare. Fără să ia în semană protestele puternice ale unora dintre ofițerii săi, el a ordonat Brigăzii a 2-a să abandoneze Lạng Sơnul în seara zilei de 28 martie și să se retragă spre Chũ. Retragerea de la Lạng Sơn a fost realizată fără pierderi și cu piedici neimportante din partea chinezilor, dar Herbinger a stabilit un ritm ridicat nejustificat și a abandonat cantități considerabile de alimente, muniție și echipamente militare. Când Brigada a 2-a s-a regrupat în sfârșit la Chũ, soldații francezi erau estenuați și demoralizați. Între timp, generalul chinez Pan Dingxin (潘鼎新), după ce a primit informații de la simpatizanții din Lạng Sơn că francezii se retrăgeau rapid, și-a întors din drum armata răvășită și a reocupat Lạng Sơnul pe 30 martie. Chinezii nu mai aveau capacitatea să îi urmărească pe francezi spre Chũ și s-au mulțumit doar să avanseze până la Dong Song. The retreat was seen as a Chinese victory.
Nu erau vești bune pentru francezii de pe frontul de vest. Pe 23 martie, în timpul Bătăliei de la Phu Lam Tao, unități ale armatei regulate chineze și ale Steagului Negru au atacat prin surprindere și au pus pe fugă un batalion de zuavi francezi, care primise ordinul să cerceteze pozițiile din jurul localității Hưng Hóa, în faza de pregătire a ofensivei plănuite de Giovanninelli împotriva armatei din Yunnan.

#### Căderea guvernului Ferry

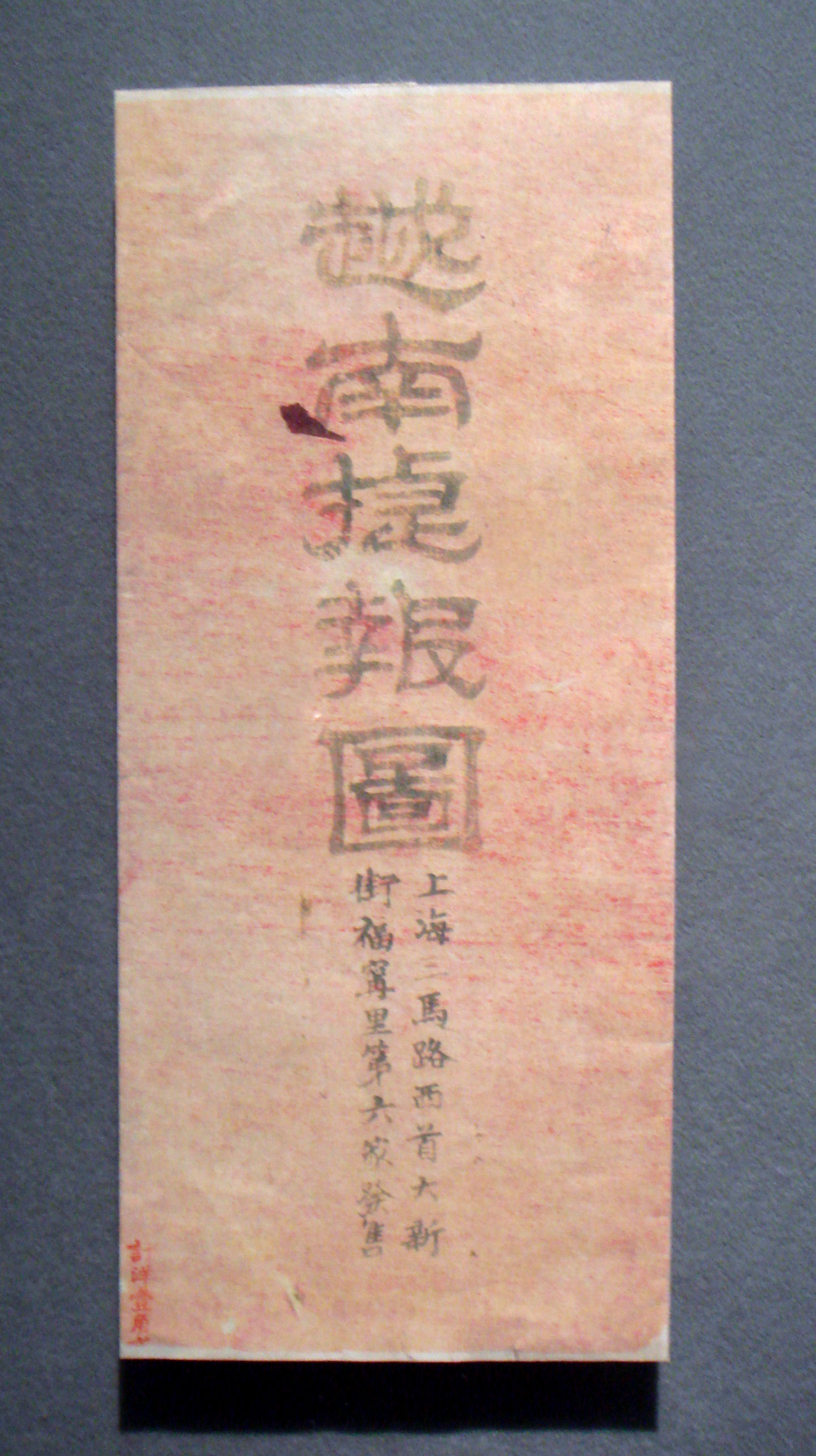
„Schema raportului victoriei din Vietnam” (越南捷报图), raportul chinez tipărit în Shanghai

Nicio răsturnare a situației de pe front nu ar fi trebuit să se prevadă, însă, în lumina rapoartelor alarmante ale lui Herbinger, Brière de l'Isle a crezut că situația era mult mai gravă decât era în fapt și a trimis o telegramă extrem de pesimistă la Paris în seara de 28 martie. Efectul politic al acestei telegrame a fost deosebit. Reacția imediată a lui Ferry a fost să întărească armata din Tonkin, iar, ca urmare, Brière de l'Isle și-a revizuit rapid estimările situației și a comunicat guvernului de la Paris că frontul poate fi stabilizat în curând. Cea de-a doua sa estimare a fost trimisă însă prea târziu. Când a fost făcută publică la Paris prima lui telegramă, în Camera Deputaților s-au stârnit discuții sprinse. A fost inițiată o moțiune de cenzură, iar guvernul Ferru a căzut pe 30 martie.  Afacerea Tonkin, așa cum a fost numită lovitura umilitoare dată politicii franceze în Tonkin, a pus definitiv capăt carierei politice a lui Ferry, care fusese până în acel moment una remarcabilă. El nu avea să mai fie numit vreiodată premier, iar influența sa politică în anii care au venit a fost puternic limitată. Succesorul lui, Henri Brisson, a încheiat rapid pacea cu China. Guvernul chinez a fost de acord să traducă în viață Acordul de Tientsin Accord (și să recunoască implicit protectoratul francez asupra Tonkinului), iar guvernul francez a renunțat la pretențiile pentru despăgubirile pentru ambuscada de la Bắc Lệ. Un protocol de pace a fost semnat pe 4 aprilie, iar tratatul de pace cuprinzător a fost semnat pe 9 iunie la Tianjin de către Li Hongzhang și ambasadorul francez Jules Patenôtre.

#### Amenințările Japoniei și Rusiei
Japonia a profitat de concentrarea atenției chinezilor la războiul din sud ca să comploteze comploteze împototriva intereseolor acestora din urmă în Coreea, care era un protectort chinez. Japonia a sprijinit în decembrire 1884 Lovitura de stat Gapsin, tensionând relațiile chino-japoneze până în pragul războiului. Din acest moment, curtea Qing a considerat Japonia o amenințare mai mare la adresa Chinei decât Franța. În 1885 împărăteasa regentă Cixi a cerut miniștrilor săi să găsească o cale pentru încheierea unei păci onorabile cu Franța. Reprezentanții celor două guverne au negociat în secret la Paris în februarie și martie 1885, iar căderea guvernului Ferry a îndepărtat ultimele obstacole rămase în calea semnării unui tratat de pace.
Problema controlului asupra Coreei au dus la deteriorarea relațiilor Japoniei și Rusiei cu China, iar, în nordul Chinei, Japonia amenința să se alăture Franței în războiul împotriva curții Qing. Chiar și în condițiile în care forțele terestre chineze ieșiseră victorioase în luptă cu francezii, amenințările ruso-japoneze în nordul Chinei au determinat guvernul chinez să caute închierea păcii. În tot acest timp, Li Hongzhang respinsese orice cerere pentru trimiterea flotei nordice de sub controlul lui în sud, ca să lupte împotriva blocadei franceze.  Se poate considera pe de altă parte că problema Coreei și amenințarea japoneză l-au determinat pe Li Hongzhang să refuze folosirea flotei nordice în lupta cu navele franceze. Li Hongzhang de asemenea să păstreze controlul asupra flotei păstrând-o în nordul Chinei, fără să permită altora să dispună de această puternică forță navală.

#### Ultimele lupte
În mod ironic, în timp ce soarta războiul fusese hotărâtă pe câmpurile de luptă din Tonkin și în cadrul negocierilor de la Paris, corpul expediționar francez în Formosa a obținut două victorii spectaculoase în martie 1885. Într-o serie de acțiuni ofensive dintre 4 și 7 martie, colonelul Duchesne a rupt încercuirea chineză a Keelungului, reușind să străpungă flancul estic al chinezilor și să ocupe o poziție cheie la La Table. Chinezii au fost forțați să se retragă pe celălalt mal al râului Keelung. Reușta lui Duchesne a declanșat panica în Taipei, dar francezii nu erau suficient de puternici să înainteze dincole de capul de pod pe care îl cuceriseră. Luptele au intrat într-un impas. Francezii stăpâneau un perimetru foarte bine apărat în jurul Keelung, dar nu puteau continua atacul, iar armata lui Liu Mingchuan îi încercuia strâns pe francezi, fără să poată lua cu asalt pozițiile lor defensive. 

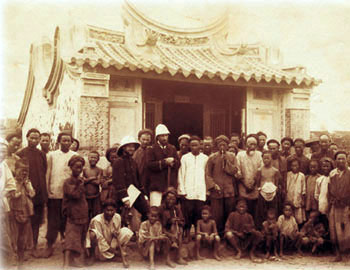
Sodați francezi și localnici pozând în fața templului din Makung din Insulele Pescadores

Cu toate acestea, francezii mai aveau o carte de jucat. Victoria lui Duchesene i-a permis amiralului Coubert să detașeze un batalion de infanterie marină din garnizoana Keelung pentru cucerirea Insulelor Pescadores la sfârșitul luni martie. Din punct de vedere strategic, ocuparea Insulelor Pescadores a fost o victorie importantă, care îi împiedica pe chinezi să trimită întăriri în Formosa, dar succesul a venit prea târziu ca să mai poată influența în vreun fel rezultatul războiului. Orice operațiuni ale francezilor au fost anulate după aflarea veștilor retragerii locotenent colonelului Herbinger din Lạng Sơn de pe 28 martie, iar Courbet era gata să evacueze Keelung pentru întărirea corpului expediționar din Tonkin, lăsând doar o garnizoană mică în Pescadores , când ostilitățile au încetat în aprilie odată cu semnarea documentelor preliminare pentru tratatul de pace.
Vestea semnării protocolului de pace din 4 aprilie nu a ajuns la forțele franceze și chineze din Tonkin decât peste câteva zile mai târziu, ultima luptă din războiul sino-francez a avut loc la 14 aprilie 1885 la Kép, unde francezii au respins un atac chinez. Între timp, Brière de l’Isle întărise întăriri punctele cheie Hưng Hóa și Chũ, iar când au încetat ostilitățile, francezii stăpâneau ferm poziții în fața ambelor armate chineze, cea din Guangxi și din Yunnan. Deși Brière de l’Isle intenționa să atace armata din Yunnan la Phu Lam Tao pentru a răzbuna înfrângerea din 23 martie, mulți ofițeri francezi se îndoiau că această ofensivă ar fi reușit. În același timp, armatele chineze nu aveau nicio perspectivă de alunga pe francezi din Hưng Hóa sau Chũ. Militar, războiul din Tonkin s-a încheiat într-un blocaj. 
Protocolul de pace din 4 aprilie a cerut chinezilor să-și retragă armatele din Tonkin, iar francezii au continuat să ocupe pe Keelungul și pe Pescadores câteva luni după încheierea ostilităților, ca o garanție pentru buna credință a chinezilor. Amiralul Courbet s-a îmbolnăvit grav în timpul acestei ocupații, iar, pe 11 iunie, a murit la bordul navei sale comandant  Bayard, în portul  Makung. Între timp, chinezii au respectat cu rigurozitate termenii acordului de pace, iar, până la sfârșitul lunii iunie 1885, atât armatele din Yunnan, cât și cea din Guangxi au evacuat Tonkinul. Armata Steagului Negru a lui Liu Yongfu s-a retras și de pe teritoriul Tonkinului.

### Continuarea revoltei
Forțele Steagului Negru ale lui Liu Yongfu au continuat să hărțuiască și să lupte cu forțele franceze din Tonkin după încheierea războiului sino-francez.
Corsarii chinezi și vietnamezi, care se bucurau de sprijinul neoficial al Chinei, au continuat să lupte împotriva francezilor în Lạng Sơn până la sfârșitul secolului. Francezii îi numeau „pirați” pe rebeli. Forțele vietnameze antifranceze au cerut ajutor Stegurilor Negre și lui Liu Yongfu. China oferea sprijin în mod neoficial piraților vietnamezi și chinezi din Tonkin. Women from Tonkin were sold by pirates. Traficanții de opiu și pirații vietnamezi și chinezi au luptat împotriva Legiunii Străine Franceze.
Pirații și bandiții numărau printre ei și membri ai minorității etnice nùng. Prin adoptarea portului popular și coafurii specifice nùng, pirații își mascau propria identitate națională. Pirate Chinese and Nung fought against the Meo. Numeroși pirați care au luptat împotriva francezilor au fost de etnie thailandeză.
În1891, în „Goldthwaite's Geographical Magazine” se scria „Acum patru luni, o bandă de 55 de pirați a atacat reprezentanța franceză la Chobo, în Tonkin. Ei l-au decapitat pe reprezentatnul francez, au jefuit și incendiat orașul și au ucis mulți oameni.” 
În 1906, „Decennial Reports on the Trade, Navigation, Industries, Etc., of the Ports Open to Foreign Commerce in China and Corea, and on the Condition and Development of the Treaty Port Provinces” afirma „Pirateria de la frontiera Tonkinului a fost foarte răspândită în primii ani ai deceniului. Au fost înființate în 1893 posturi fortificate de frontieră de către Serviciul vamal din Tonkin în cele mai periculoase treceri în China, în scopul ținerii sub control a contrabandei, importului de arme și muniții și, în special, a traficului ilicit de femei, copii și bovine, pentru care pirații efectuau raiduri în Tonkin și pe care le duceau dincolo de munții Chinei, fără a putea fi pedepsiți. Aceste posturi au fost în cele din urmă predate autorităților militare.” În 1894, în „Around Tonkin and Siam” era scris  „În opinia mea, este o estimare prea pesimistă a situației, o observație care se aplică, de asemenea, obiecției conform căreia noile drumuri înlesnesc circulația piraților. Cât de imperfecte cu ar fi, aceste drumuri trebuie, în opinia mea, să servească culturii și comerțului și, de aceea, a pacificării țării în cele din urmă.” În 1893, se scria în „The Medical World,”  „Căpitanul de zuavi Hugot îl urmărea de aproape infamul Thuyet, unul dintre cei mai redutabili, feroci și vecleni lideri ai Stegului Negru (pirații din Annam), omul care a pregătit și executat abuscada de la Hue. Căpitanul tocmai a fost pe punctul de a-l prinde pe tânărul pretendent Ham-Nghi, pe care Stegurile Negre îl proclamaseră de cuvând suveran al Annamului, când a fost lovit de mai multe săgeți, lansate de garda de corp a lui Ham-Nghi. Toate rănile au fost ușoare, ceva mai grave decât niște zgârieturi, și nu era de așteptat în acel moment vreun efect rău. După câteva zile însă, în ciuda tuturor îngrijirilor, căpitanul a slăbit tot mai mult și a devenit evident că suferă de efectele săgeții otrăvite. El a fost transportat cât mai repede și cât se poate de grijuliu în Tanh-Hoa, unde a murit într-o agonie teribilă câteva zile mai târziu, în ciuda tratamentului științific și a celei mai mari atenții.”— National Druggist. „The Imperial and Asiatic Quarterly Review and Oriental and Colonial Record” scria „Portul francez Yen Long a fost luat prin surprindee de pirații chinezi și annamiți iar rupele au fost alungate cu pierderi. ” 

## Tentativele francezilor de formare a unei alianțe cu japonezii

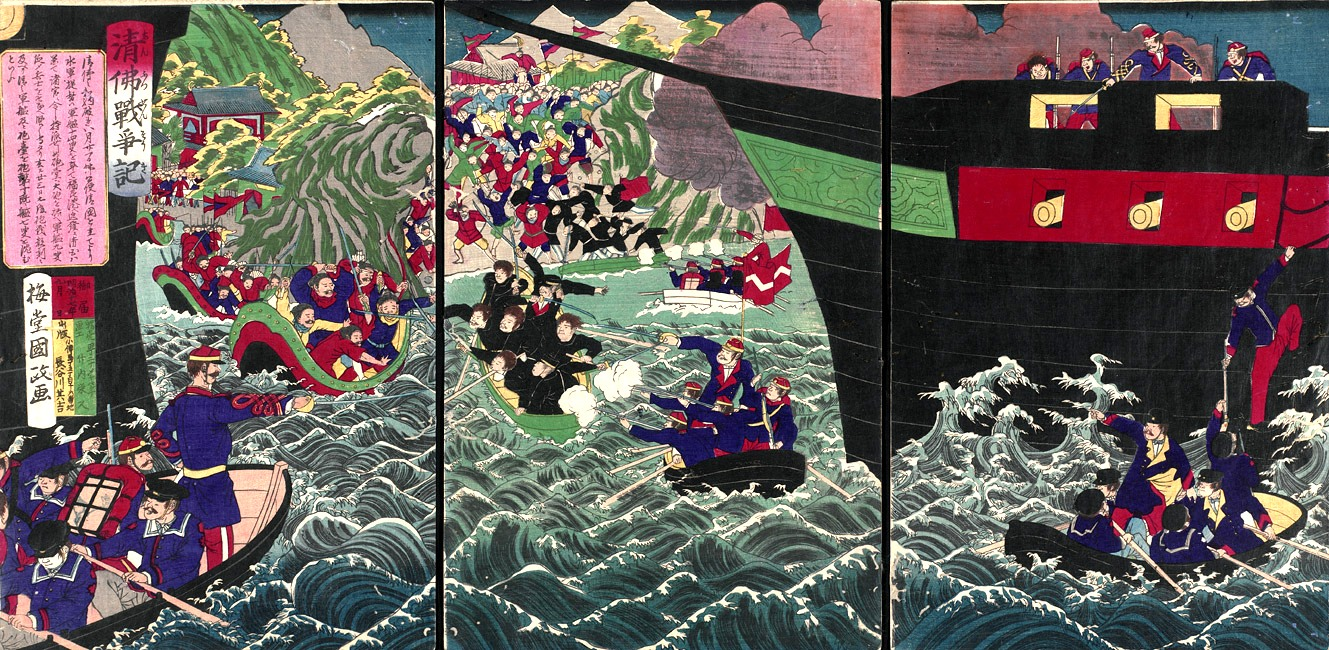
Reprezentare a bătălie de la Fuzhou a artistului japonez Utagawa Kunisada III

Francezii erau conștienți de temerile chinezilor față de acțiunile japonzilor și, încă din iunie 1883, ca urmare a morții lui Rivière în bătălia de la Podul de Hârtie, au început tatonările pentru semnarea unei alianțe cu Japonia, pentru echilibrarea poziției lor dificile din Tonkin. Ministrul de externe francez Paul Challemel-Lacour considera că Franța „nu ar trebui să disprețuiască sprijinul pe care, într-un moment adecvat, atitudinea Japoniei ar fi în măsură să îl ofere acțiunilor noastre”. Pentru câștigarea simpatiei guvernului japonez, Franța s-a oferit să sprijine, în ciuda opoziției britanicilor, cererile japonezilor pentru revizuirea ratatelor inegale din era Bakumatsu, care asigurau extrateritorialitate și taxe avantajoase pentru cetățenii străini. Japonia a salutat oferta de sprijin francez, dar a fost precaută în ceea ce privește semnarea unei alianțe militare. De fapt, Japonia era îngrijorată de puterea militară pe care o reprezenta , la acea vreme China, cel puțin pe hârtie. Pe măsură ce situația din  Annam s-a deteriorat, Franța a fost și mai nerăbdătoare să obțină ajutorul japonez.

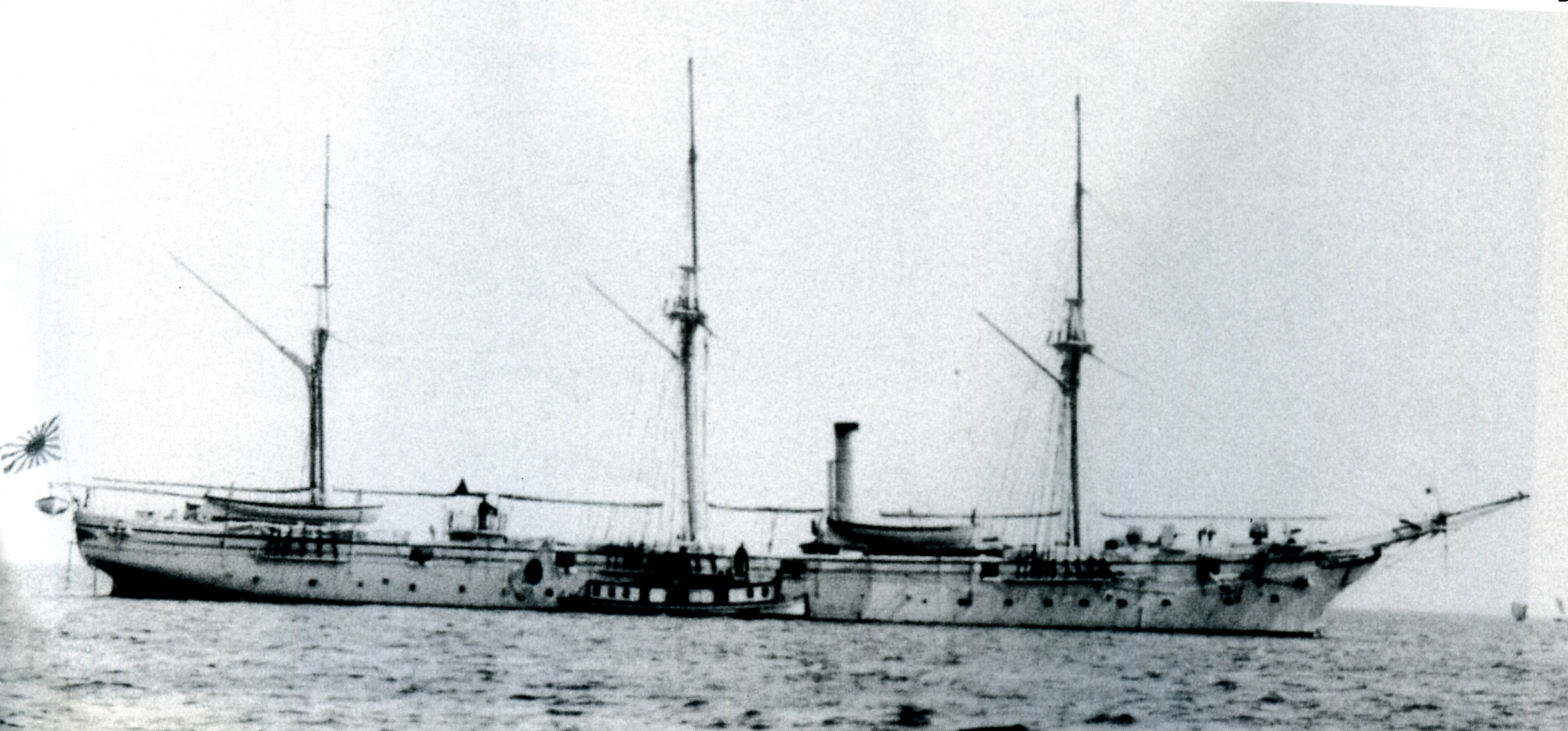
Căpitanul Tōgō Heihachirō, viitorul comandant suprem marinei Imperiale Japoneze, a călătorit la bordul corvetei Amagi și a vizitat trupele franceze implicate în campania din Keelung

După ce au întâmpinat dificultăți în campania din Taiwan, francezii au făcut noi tentative pentru semnarea unei alianțe. Generalul Campenon s-a întâlnit generalul Miura Gorō, dar Gorō a avut o atitudine ambiguă, ferindu-se să se pronunțe în favoarea unei alianțe militare, dar încurajându-i pe francezi să sprijine eforturile japonezilor pentru revizuirea tratelor.
Speranțele pentru realizarea unei alianțe au renăscut în decembrie 1884, când au avut loc ciocniri între japonezi și chinezi în Coreea, atunci când Japonia a sprijinit lovitura de stat a lui Kim Ok-gyun împotriva guvernului pro-chinez, ceea ce la făcut pe Jules Ferry să ceară ambasadoruliu francez în Japonia, Sienkiewicz, să facă o ofertă guvernului nipon. Sienkiewicz a avut o atitudine negativă față de propunerile propriului guven, mergând până acolo încât să nu le comunice japonezilor. Interesul francez față de o alianță s-a micșorat în 1885, odată ce campania din Tonkin se desfășura tot mai bine, în vreme ce, dimpotrivă, interesul japonez a crescut, iar opinia publică niponă a început să fie în favoarea unui conflict deschis cu China. Războiul sino-francez s-a încheiat însă fără ca tentativele pentru încheierea unei alianțe franco-japoneze să fie finalizate.

## Ofițerii francezi căzuți la datorie
Mai mulți ofițeri de rang înalt au fost uciși în luptă, printre ei numărându-se genealul Henri Rivière și generalul Francis Garnier (acesta din urmă fiind decapitat).

### Uciși în luptele de la Bang Bo, 24 martie 1885

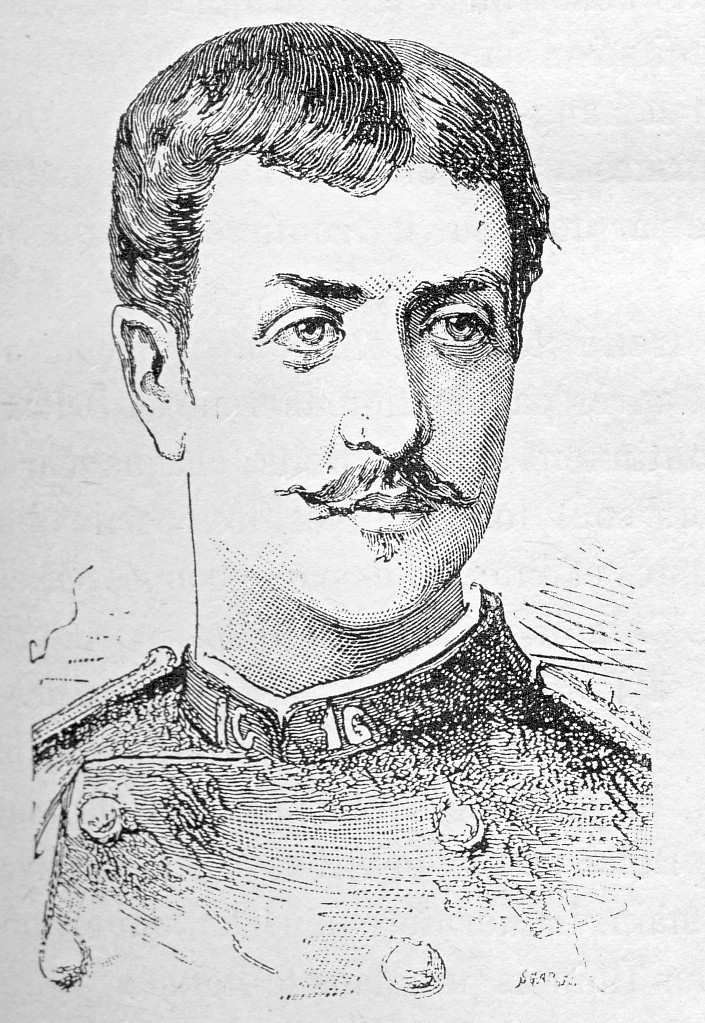
Sublocotentul René Normand, Batalionul 111 de linie
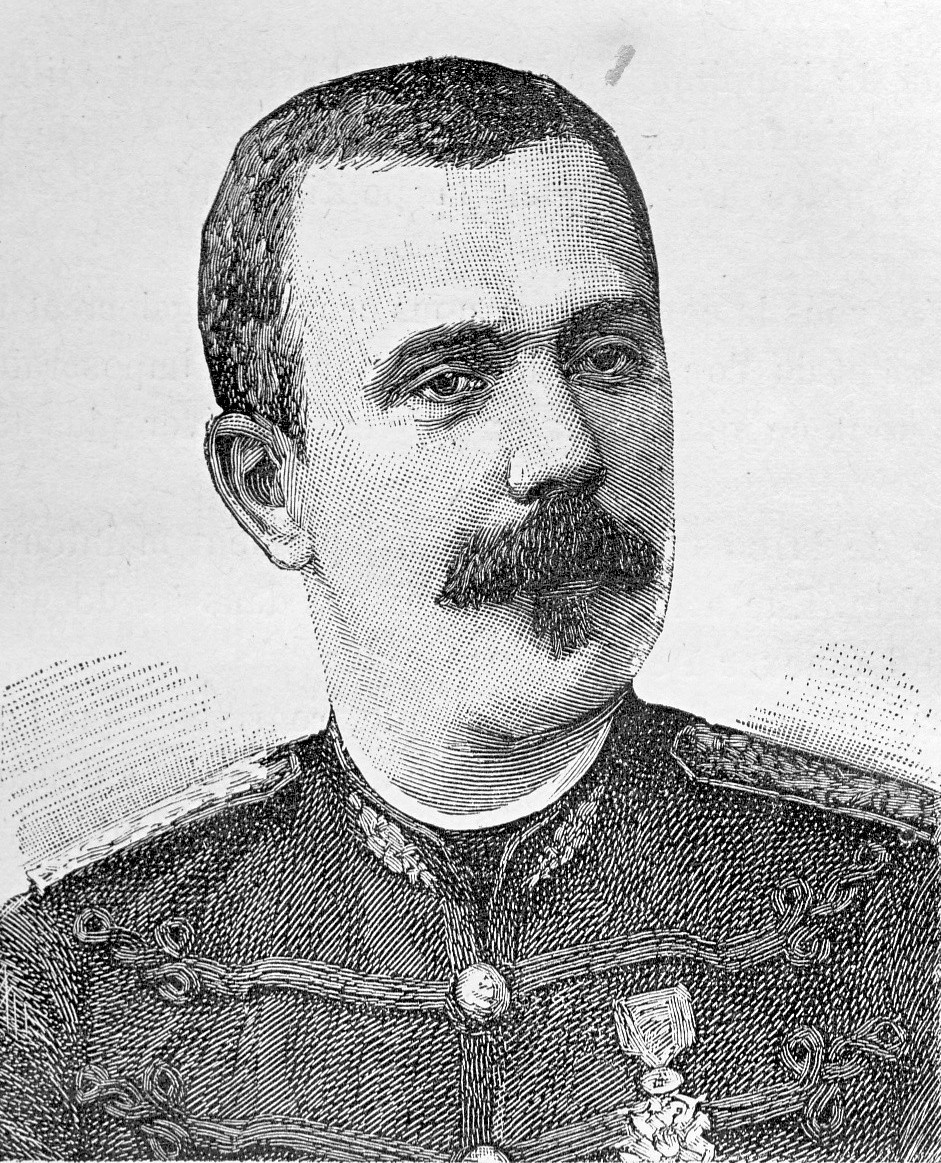
Doctorul Raynaud, Batalionul 111 de linie
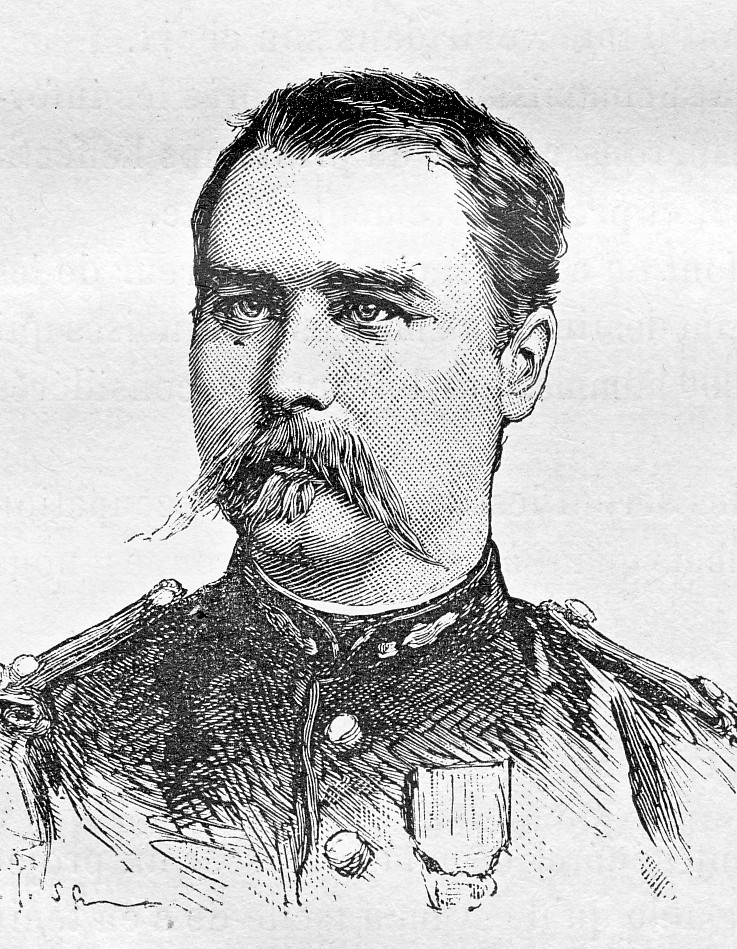
Căpitanul Patrick Cotter, Batalionul 2, Legiunea Străină
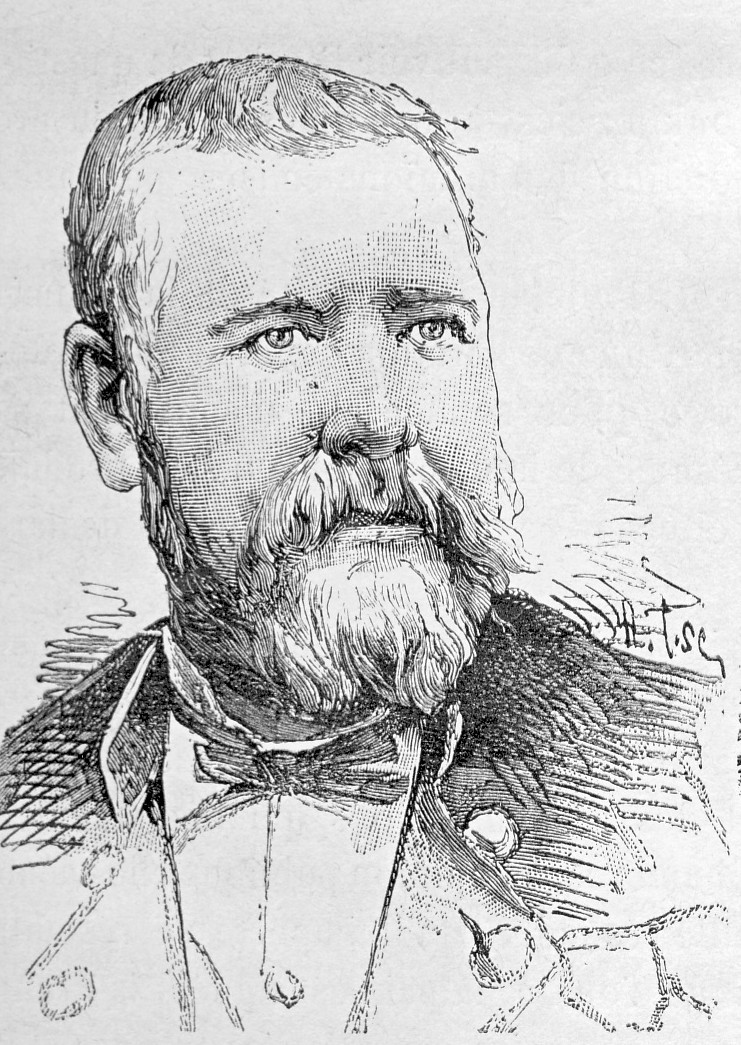
Căpitanul Brunet, Batalionul 3, Legiunea Străină

### Uciși în luptele de la Hoa Moc, 2 martie 1885

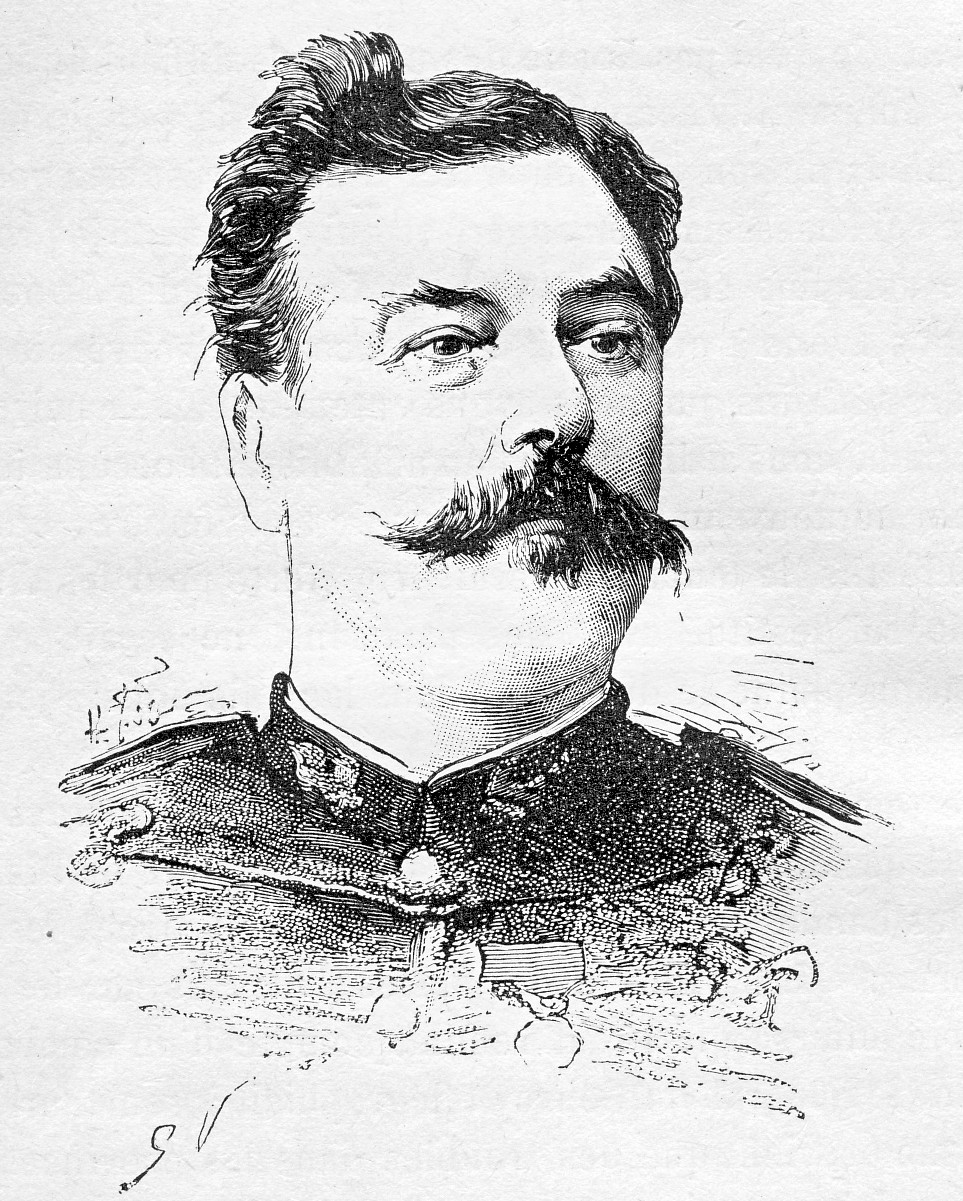
Căpitanul Tailland, Regimentul I infanterie marină

## Urmări
Li Hungzhang și Zeng Jizhe un fost oficialii-cheie în negocierile dintre China, Franța și Vietnam. În acele timpuri, Li era viceregele din Zhili și prim-ministrul din Beiyang. Zeng era ambasadorul chinez în Franța. Li era în favoarea unei încheieri rapide a păcii, Zeng a negociat, prelungind practic războiul. După semnarea tratatului de pace din iunie 1885, francezii primeau controul asupra regiunii Annam, regiunea disputată din Indochina. Ei au fost obligați să părăsească Formosa și Pescadores  (pe care Courbet dorise să le păstreze ca pe o contraponere franceză la colonia britanică Hong Kong), dar retragerea chinezilor din Tonkin a lăsat calea liberă pentru reocuparea Lạng Sơnului și pentru înaintarea pe râul Roșu spre Lao Cai, la granița Yunnan-Tonkin. 
În anii care au urmat, francezii au zdrobit mișcarea puternică de rezistență vietnameză și și-au consolidat controlul în Annam și Tonkin. În 1887, Cochinchina, Annam și Tonkin (teritoriile care corespund statului contemporan Vietnam) și Cambodgia au fost încorporate în Indochian Franceză. La aceste teritorii s-a adăugat mai târziu Laosul, cedat de Siam odată cu semnarea tratatului de pace care a pus capăt Războiului Franco-Siamez din 1893. Franța a renunțat la cererile de despăgubiri din partea Chinei.
[[File:Tonkin Medal.jpg|thumb|Medalia comemorativă Tonkineză, care comemorează bătăliile războiuliu sino-francez]

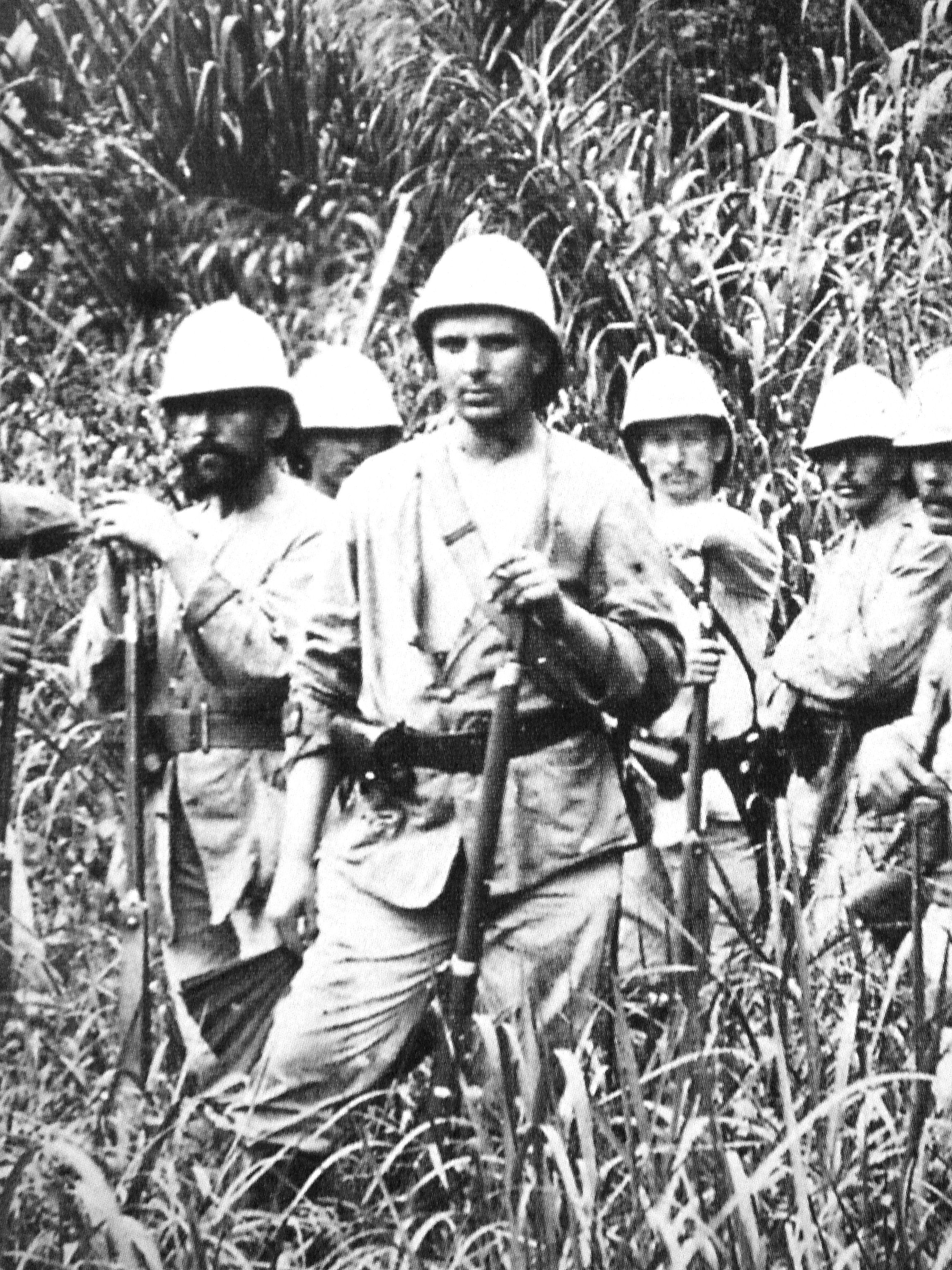
Soldați francezi în Tonkin, (aproximativ 1890)

Pe plan intern, rezultatul nesatisfăcător al războiului sino-francez a mai potolit entuziasmul pentru cuceririi coloniale. Războiul distrusese deja cariera lui Ferry, iar urmașul lui, Henri Brisson, și-a dat demisia și în urma „controvesei Tonkin” din decembrie 1885, în care Clemenceau și alți opozanți ai expansiunii coloniale au aproape că au reușit să determine o retragere din Franța Tonkin. Până la urmă, Adunarea Națională a Franței a votat în 1886 creditele necesare pentru sprijinirea corpului expediționar din Tonkin cu 274 voturi pentru și 270 împotrivă. Dacă tabăra care se împotrivea războiului ar fi câștigat încă trei voturi, Franța ar fi fost obligată să abandoneze Tonkinul. După cum avea să scrie Thomazi, „Franța a câștigat Indochina foarte mult împotriva propriilor sale dorințe”. Ecourile Afacerii Tonkin au șifonat reputația susținătorilor expansiunii coloniale franceze și a întârziat ale proiecte coloniale franceze, inclusiv cucerirea Madagascarului. Doar în ultimul deceniu al secolului al XIX-lea, sprijinul politic al publicului francez a renăscut. 
În ceea ce privește China, războiul a grăbit apariția unei puternice mișcări naționaliste și a reprezentat un pas semnificativ în frăbirea declinului Imperiului Qing. Distrugerea flotei din Fujian de pe 23 august 1884 a fost considerată deosebit de umilitoare. Realitatea războiului a dovedit, de asemenea, punctele slabe sistemului național de apărare din perioada târzie Qing, bazat pe armate terestre și flote regionale independente. Comandanții forțelor terestre și navale din sud nu au primit sprijin din partea flotei Mărilor Nordice a lui Li Hongzhang (flota Beiyang, cu baza în Golful Zhili) și doar un sprijin simbolic din partea flotei Mărilor Sudice (flota Nanyang). Justificarea confomr căreia aceste forțe erau necesare pentru descurajarea inflitrării japonezilor în Coreea nu a fost una convingătoare. Adevărul a fost că, după ce au constituit o flotă de vase cu aburi puternică, cu cheltuieli considerabile, chinezii au șovăit să o pună în pericol în luptă, chiar dacă concentrându-și forțele ar fi avut șansa să pună sub semnul întrebării superioritatea navală locală a Franței. The Împărăteasa mamă Cixi și consilierii ei au reacționat în octombrie 1885 prin înființarea Flotei Yamen pe modelul amiralităților puterilor europene, care urma să asigure o comandă uitară în omeniul naval. Beneficiile acestei reforme au fost în mare parte anulate de corupție și, deși China a achiziționat o serie de nave moderne în deceniul de după Războiul sino-francez, float chineză fost puternic afectată de conducerea incompetentă. Cea mai mare parte a flotei de vase cu aburi a Chinei a fost distrusă sau capturată în  Războiul Sino-Japonez (1894–95), iar pentru deceniile care au urmat, China a încetat să mai fie o putere navală în zonă.
Istoricii au considerat că slăbiciunea dinstiei Qing și vulnerabilitatea ei în fața imperialismului în secolul al XIX-lea a fost bazat în principal pe slăbiciunea flotei sale. Istoricul Edward L. Dreyer a scris „Între timp, forțele terestre chineze noi, dar nu tocmai moderne, au suprimat rebeliunile de la mijlocul secolului, au păcălit Rusia să accepte o soluționare pașnică a frontierelor disputate din Asia Centrală și au învins forțele franceze pe uscat în războiul sino-francez (1884–1885). Cu toate acestea, înfrângerea flotei și amenințarea care rezultă din traficul vaselor cu abur către Taiwan, au obligat China să încheie pacea în condiții nefavorabile.” 

## Ilustrarea în artă
Victoria trupelor chineze în războiul cu francezii și faptele de arme ale generalului Feng Zicai au fost ilustrate într-un film de acțiune din 2017 (https://www.imdb.com/title/tt7345928/?ref_=ttpl_pl_tt).

## Resurse internet
- 'Times' 1883 about Franco-Chinese war